# Національний археологічний музей Флоренції
 Національний археологічний музей  (італ. Museo archeologico nazionale di Firenze) — музей археологічного спрямування в місті Флоренція з додатками колекцій Стародавнього Єгипту.

## Заснування
Музей як заклад виник в другій половині 19 століття. У 1870 році його урочисто відкривав король вже об'єднаної на той час Італії Віктор Еммануїл II в первісному приміщенні на віа Фаенца.
Виникнення подібного музею у Флоренції цілком логічно через надзвичайно багате історичне минуле Італії і області Тоскана, а також наявності археологічних об'єктів різних народів і різних епох — від доісторичних до середньовіччя. Музейна колекція мала випадковий характер через штучне поєднання збірок родини Медічі та королівського лотарингзького дому, представником якого і був Віктор Еммануїл II.
Але найдавніші за часом колекції, створені в першій половині 18 ст. представником родини Медічі — це артефакти з Єгипту. Проведення нових археологічних розкопок, випадкові знахідки і дарунки від приватних осіб сприяють наповненню новими експонатами експозицій та фондів.

## Приміщення

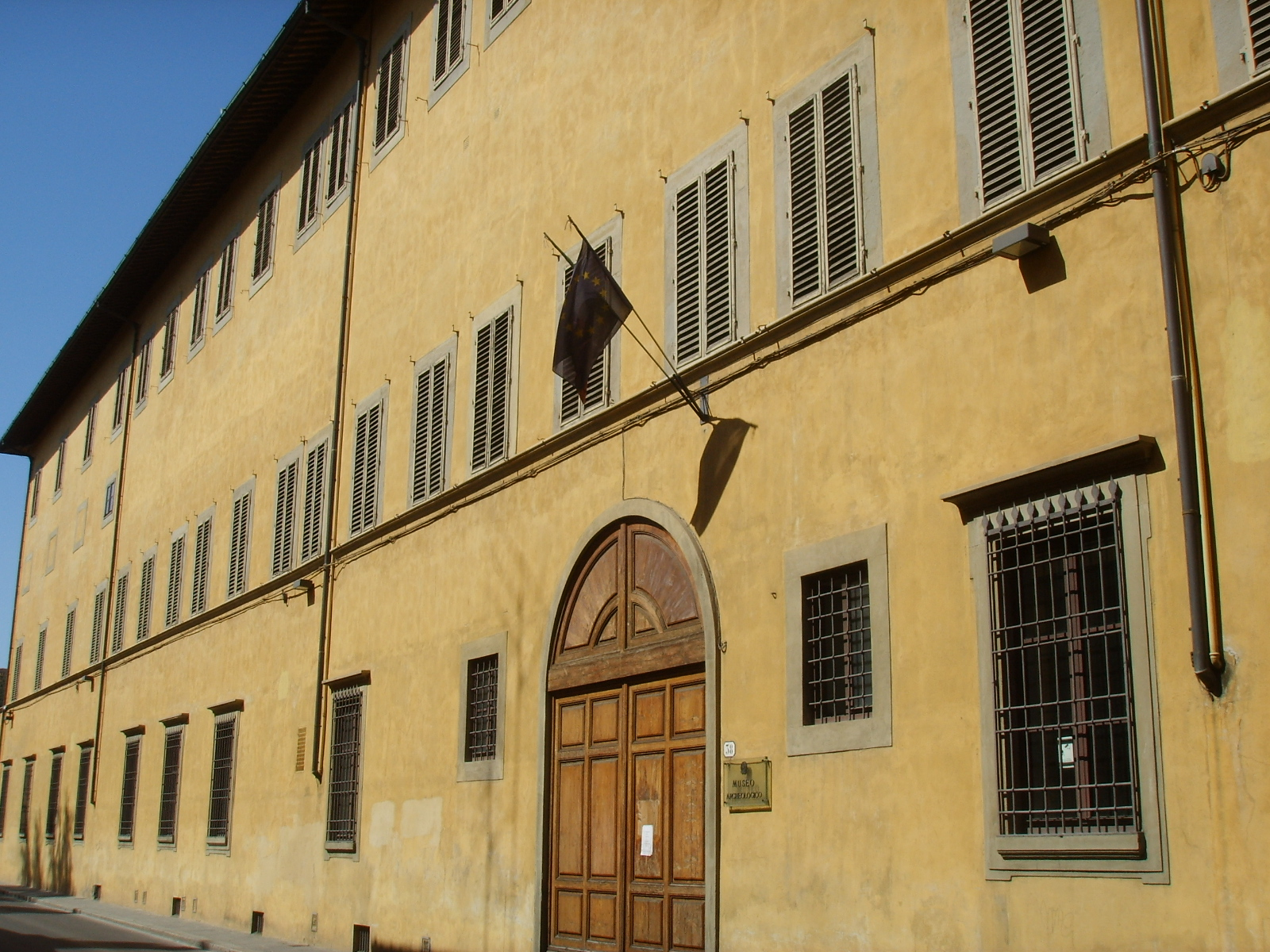
Фасад палацу делла Крочетта

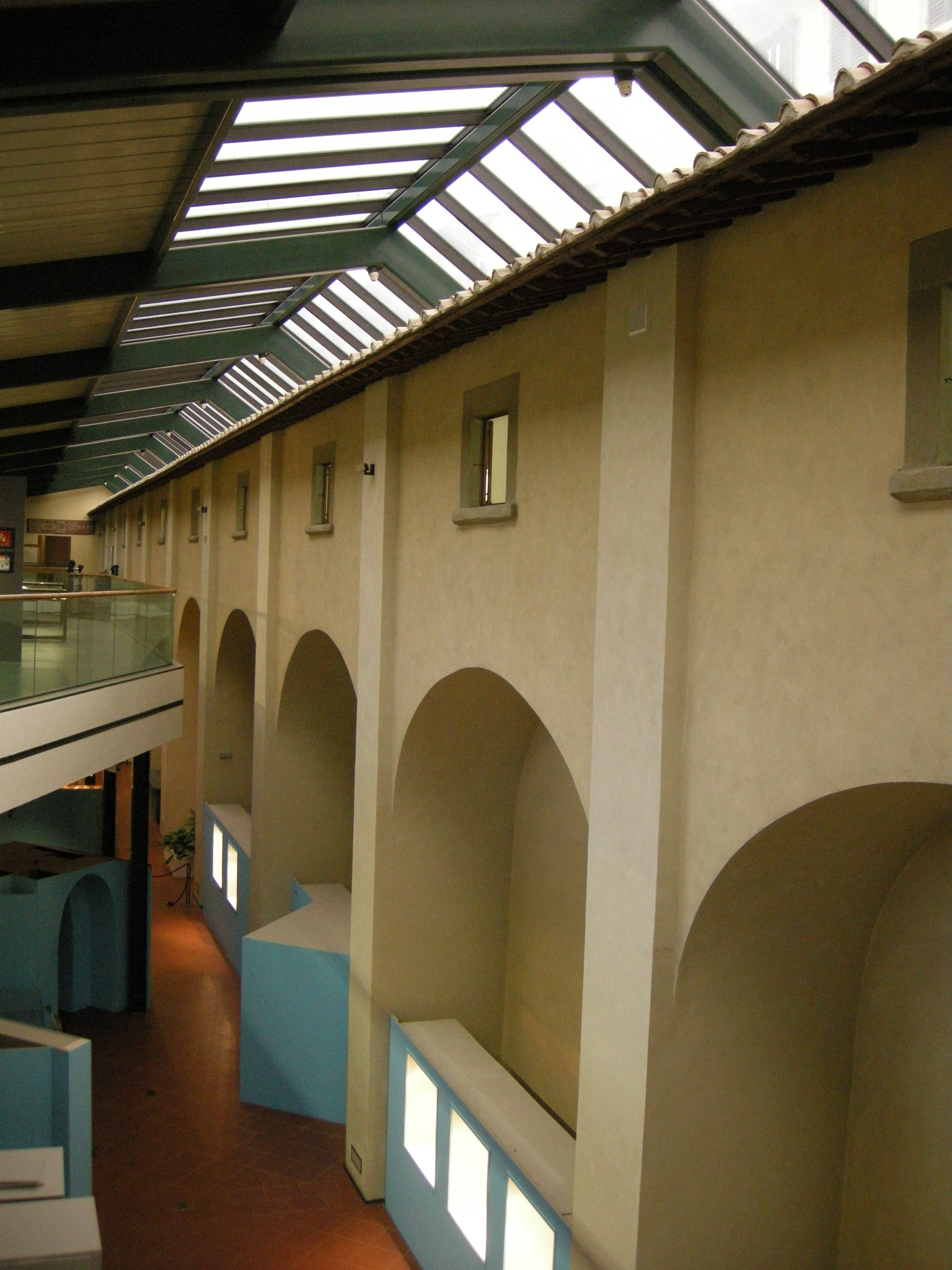
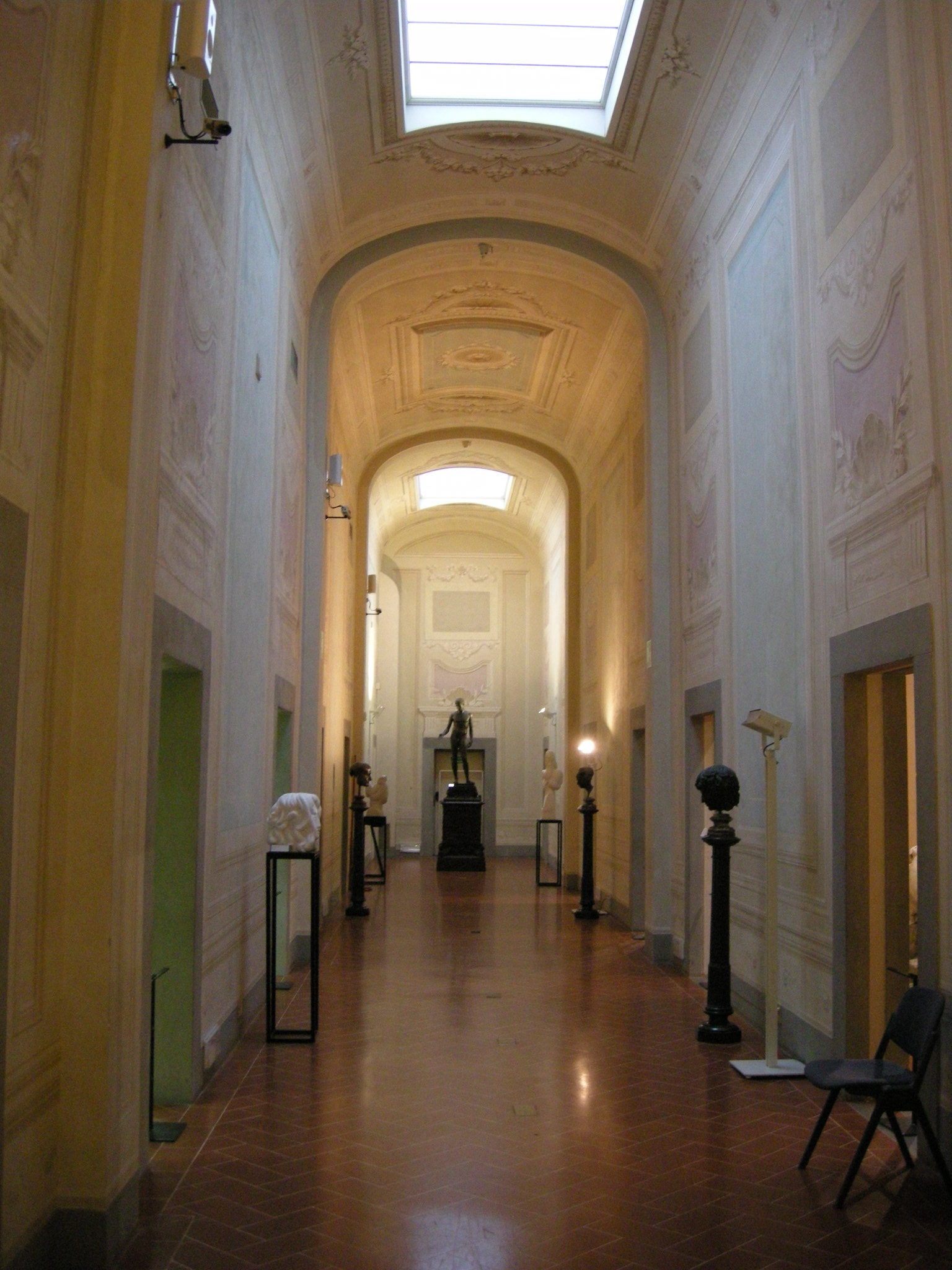
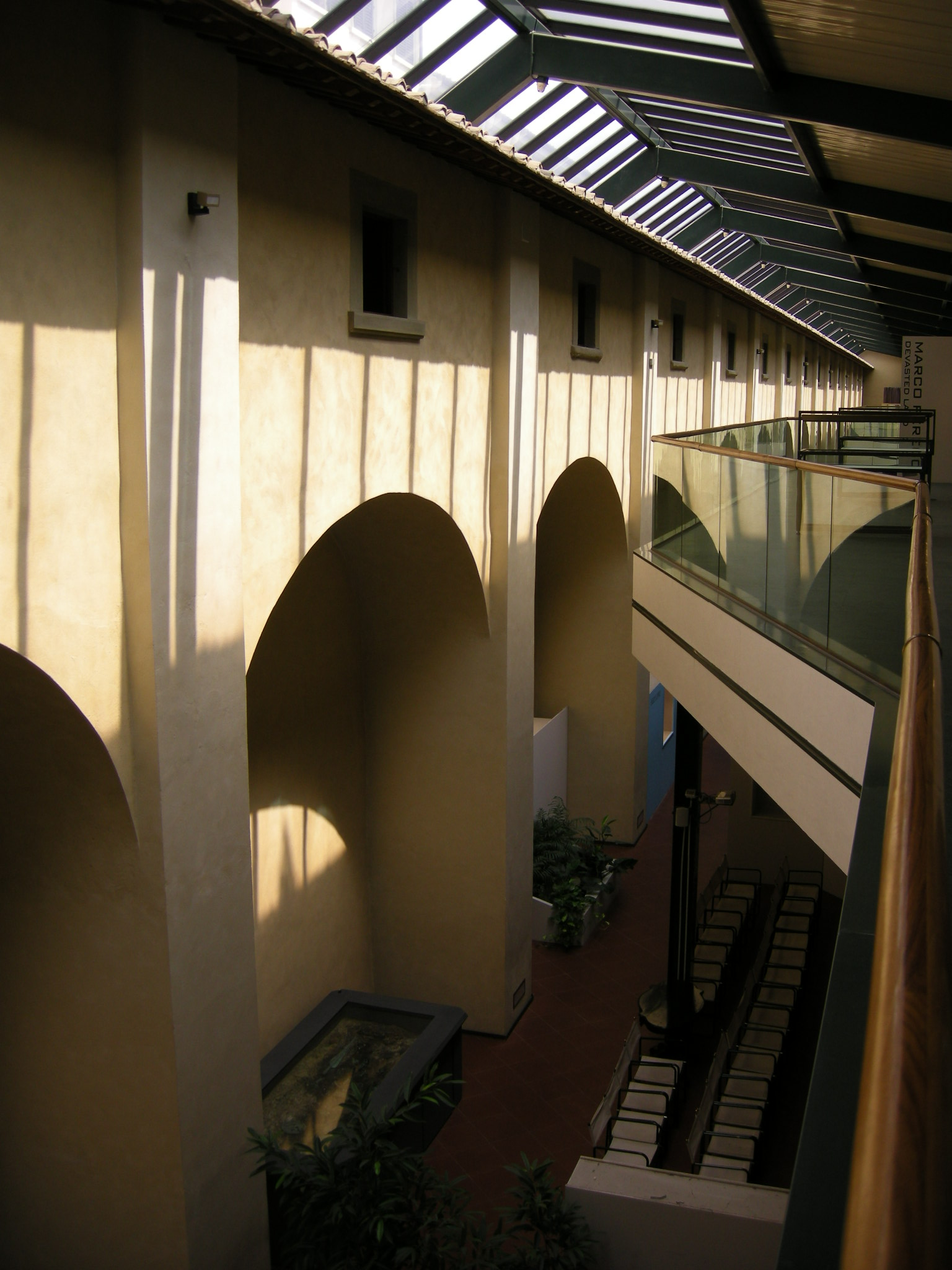

Первісне приміщення музею було випадковим — на віа Фаенца. Зростання колекцій примусило шукати нове приміщення. Ним і став колишній палац делла Крочетта, побудований ще у  1620 році для дочки тосканського герцога — Маддалени Медічі. Палац (архітектор — Джуліо Паріджі) мав маловиразний, плаский фасад з нудною низкою вікон і призначався для приватного життя. Дещо цікавими були лише сади навколо будівлі та стриманий декор інтер'єрів.
Приміщення музею постраждало під час трагічної повені 1966 року, коли були пошкоджені зали палацу та його колекції. Інтер'єри пристосовані під вимоги музейного закладу з урахуванням сучасних вимог до показу археологічних матеріалів.
Саме в цьому музеї демонстрували відомі бронзові скульптури Стародавньої Греції — Вояки з Ріаче по закінченню їх реставрації у Флоренції.

## Колекції артефактів Стародавнього Єгипту

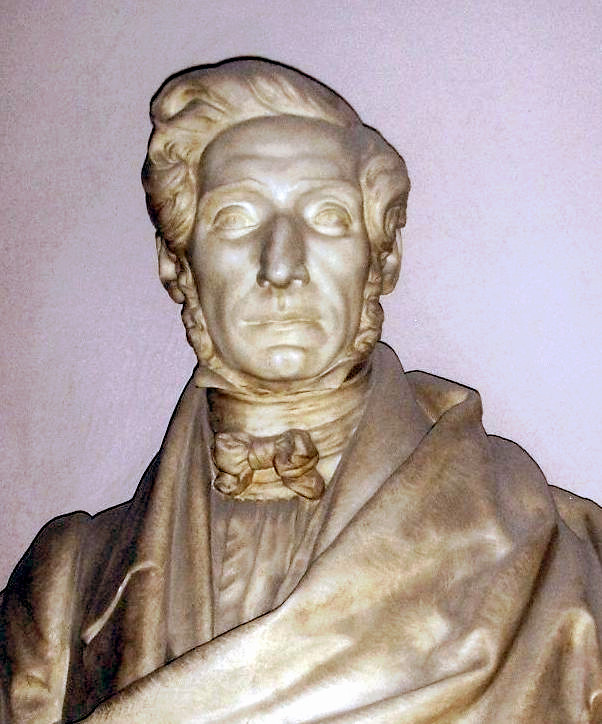
Погруддя Іпполіто Росселіні

Це найдавніша за часом колекція музею. Вона поступається відомим збіркам єгипетських матеріалів в Турині. Стара частина колекції була доповнена археологічним матеріалом з експедиції, що профінансував тосканський герцог Леопольд II у 1828–1829 роках. Експедицію очолював француз Жан-Франсуа Шампольйон, інтереси Італії в експедиції представляв Іпполіто Росселіні, чиє погруддя теж прикрашає музей. Іпполіто Росселіні став таким чином засновником італійської єгиптології. Здобутий в Єгипті матеріал було поділено між Лувром в Парижі та тосканською збіркою. Сюди ж передадуть і збірки папірусів та коптських рукописів від экспедицій в Єгипет у 1934 и 1939 роках.
Часові межі колекції — від доісторичних часів до доби коптів. Загальна кількість експонатів — близько 14.000, частка яких представлена у дев'яти галереях. Відділ має також двох науковців — єгиптологів.

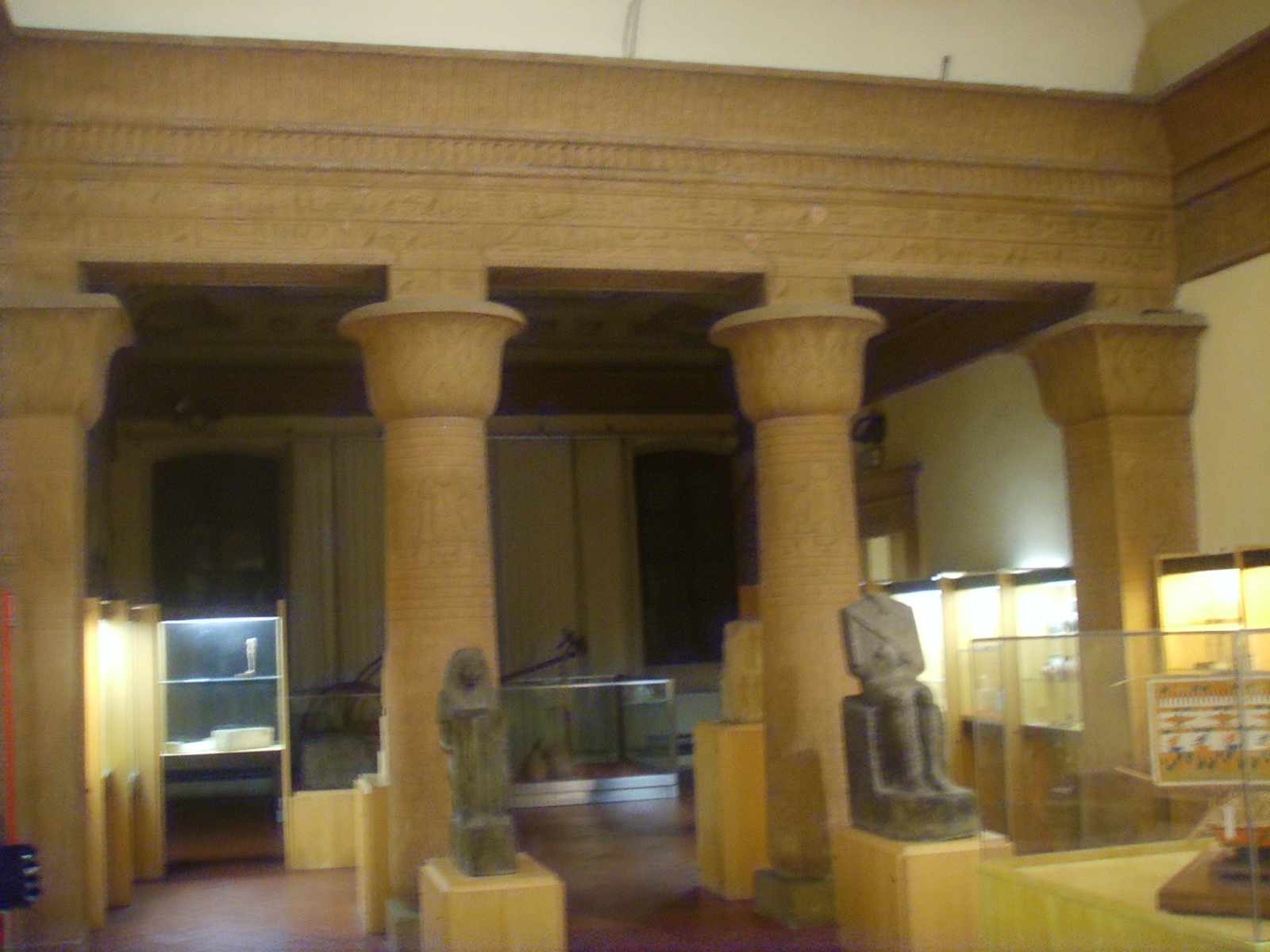
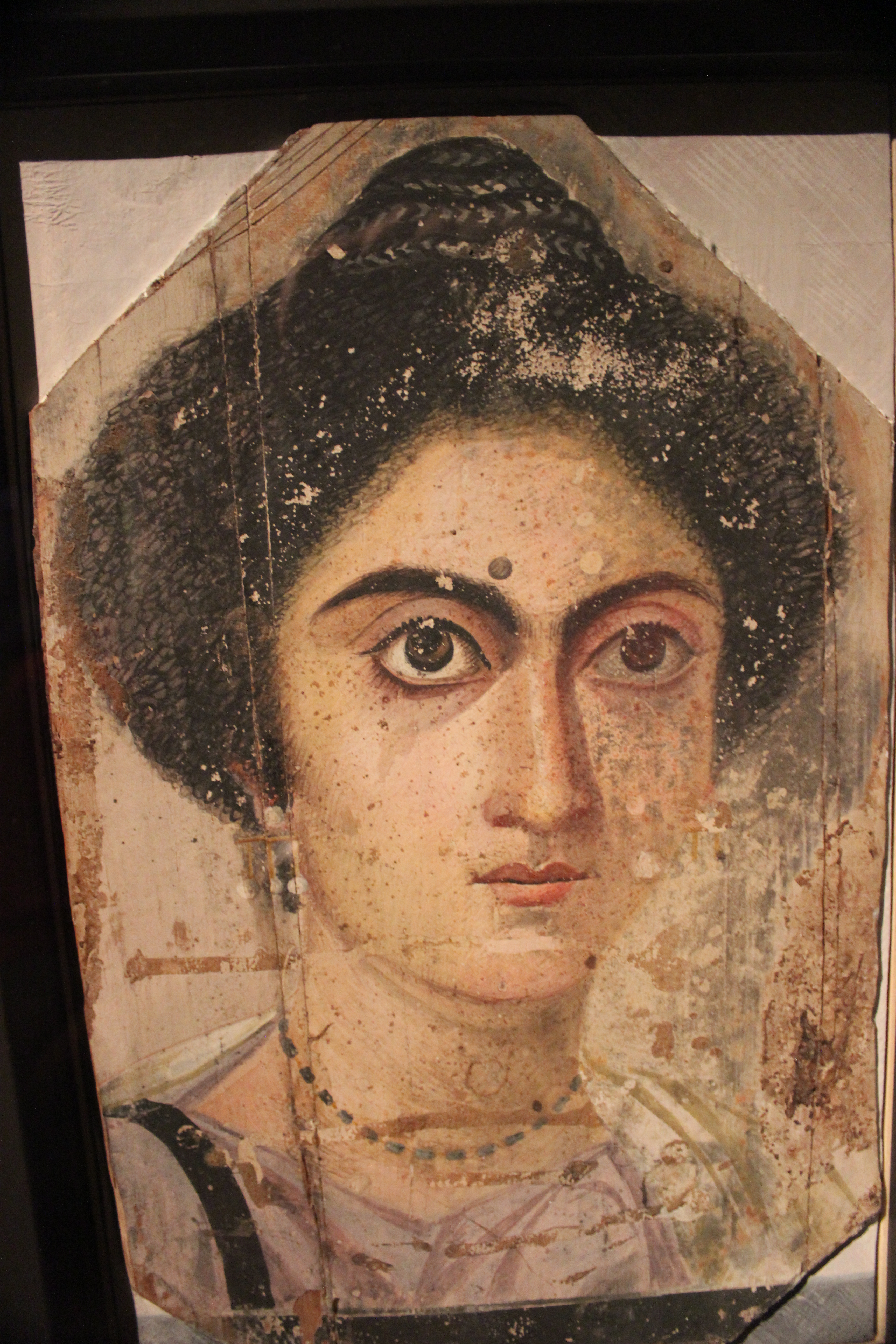
Жіночий натрунний портрет, Фаюм.
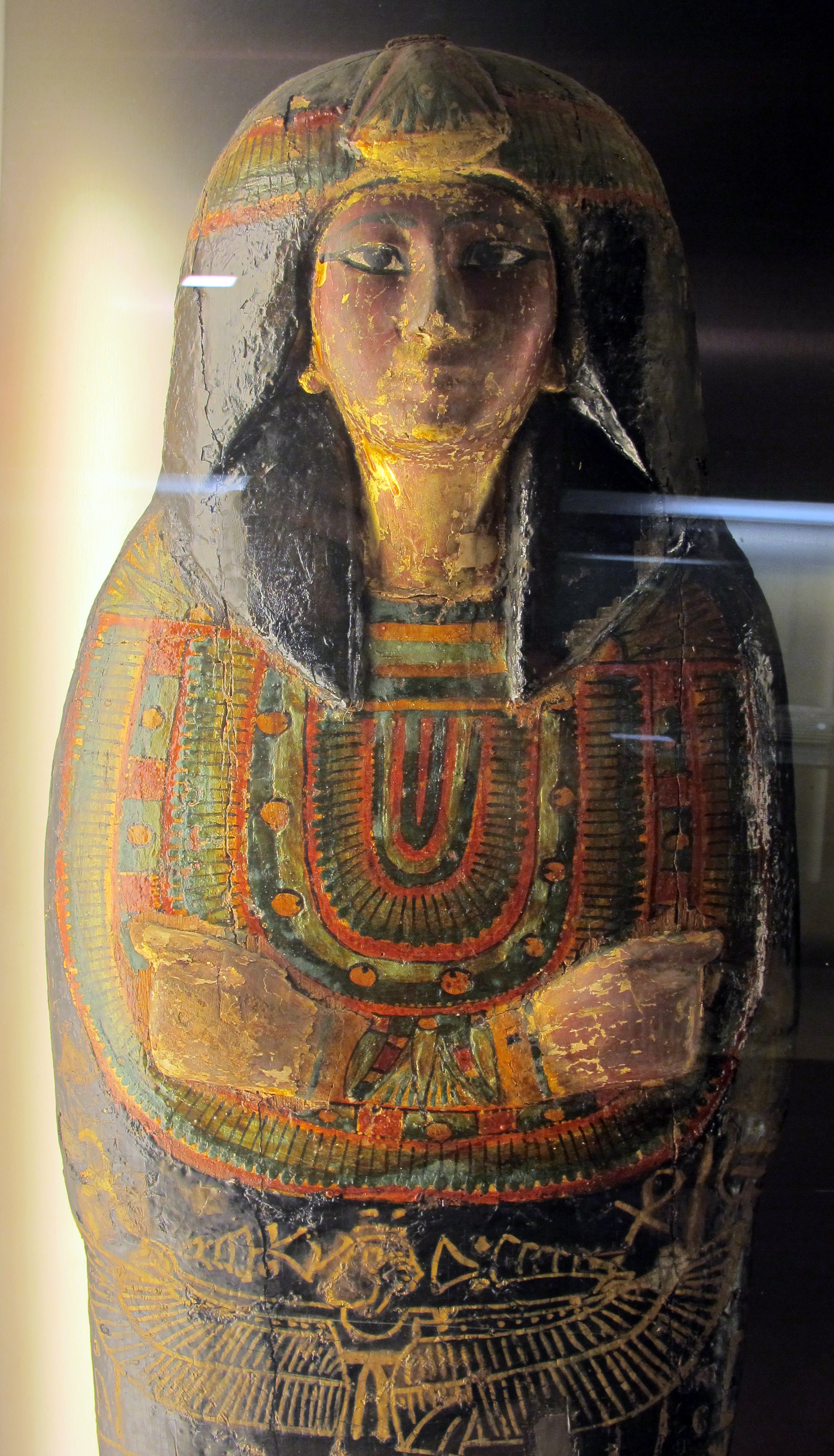
Кришка жіночого саркофагу
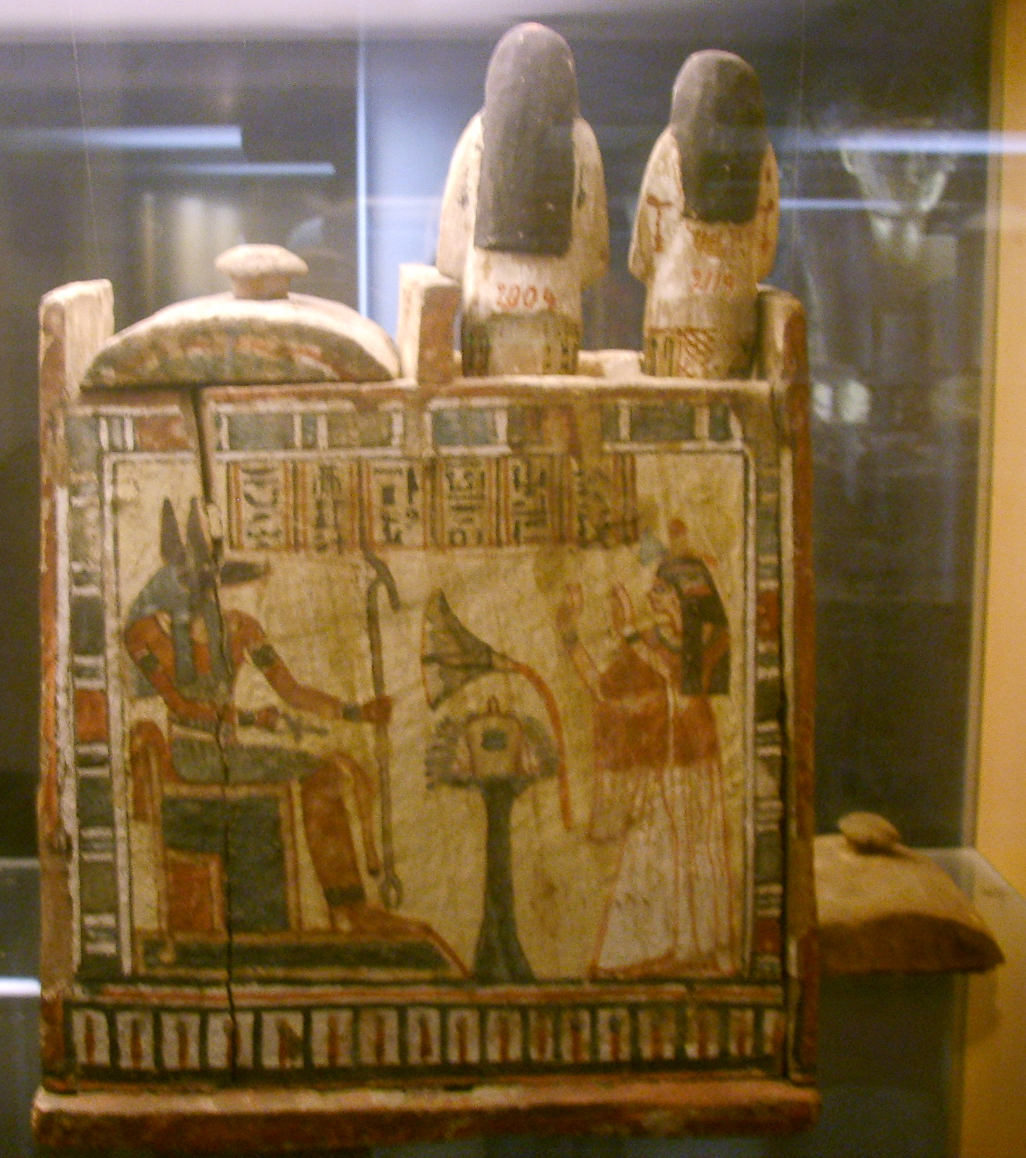

## Археологічний матеріал Стародавньої Греції і Етрурії

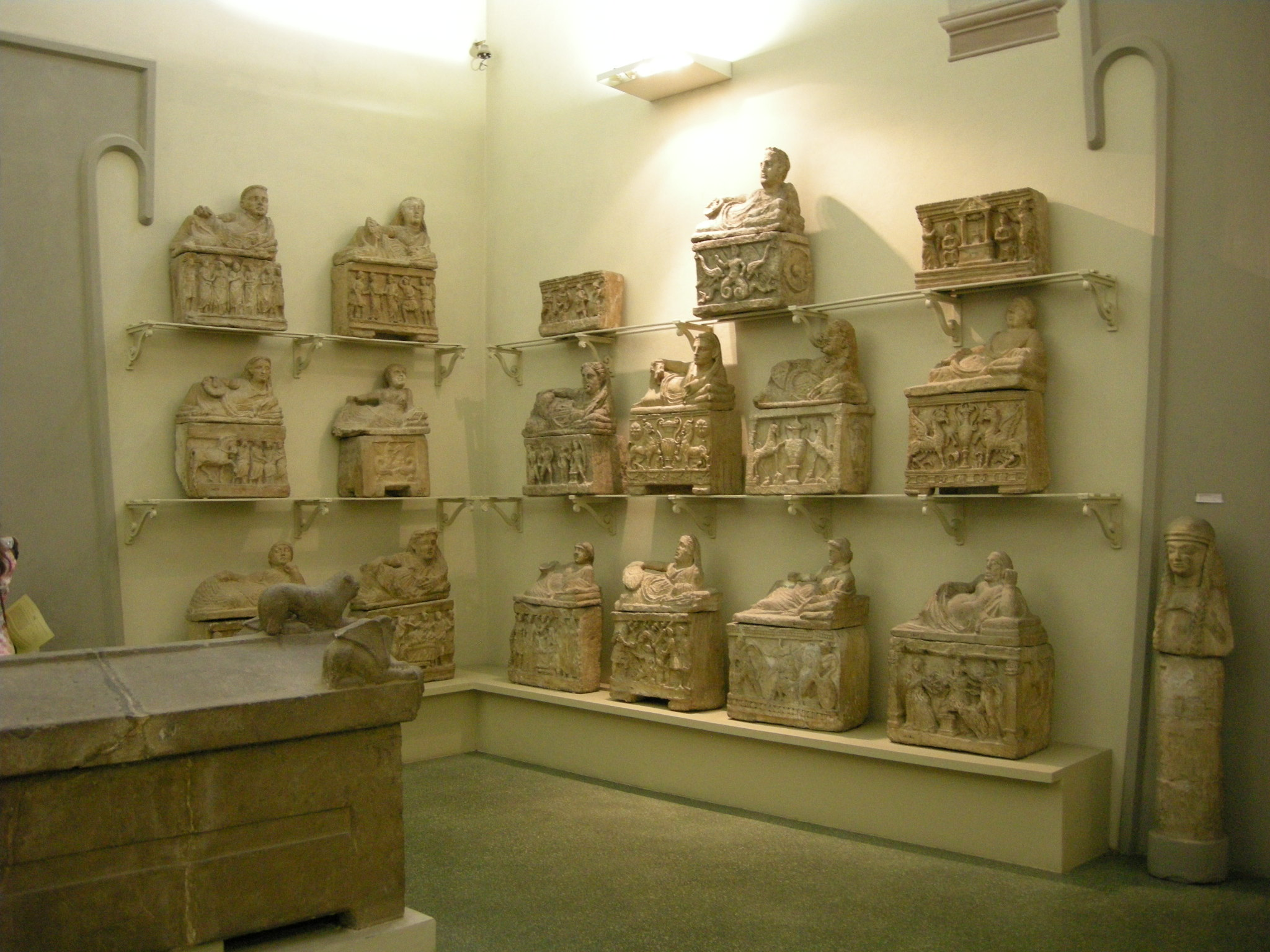
Поховальні урни етрусків

Як відомо, південні частини Апеннінського півострову і Сицилія були колонізовані стародавніми греками. Виникла низка портових міст з розвиненими торговельними і культурними зв'яками в материковою Грецією. Потужні центри будівництва, живопису і кераміки виникли і в районах так званої Греція Магна в Італії. Активна торгівля з грецькими містами та поселеннями етрусків сприяла розповсюдженню грецьких товарів в регіоні і відтак — накопиченню їх в археологічних об'єктах. Національний археологічний музей у Флоренції має низку зразків чорнофігурного і червонофігурного вазопису, частка яких має підписи як керамістів, так і художників. Збірка доповнена зразками кераміки та бронзи як стародавніх греків, так і етрусків.

## Археологічні збірки з Етрурії

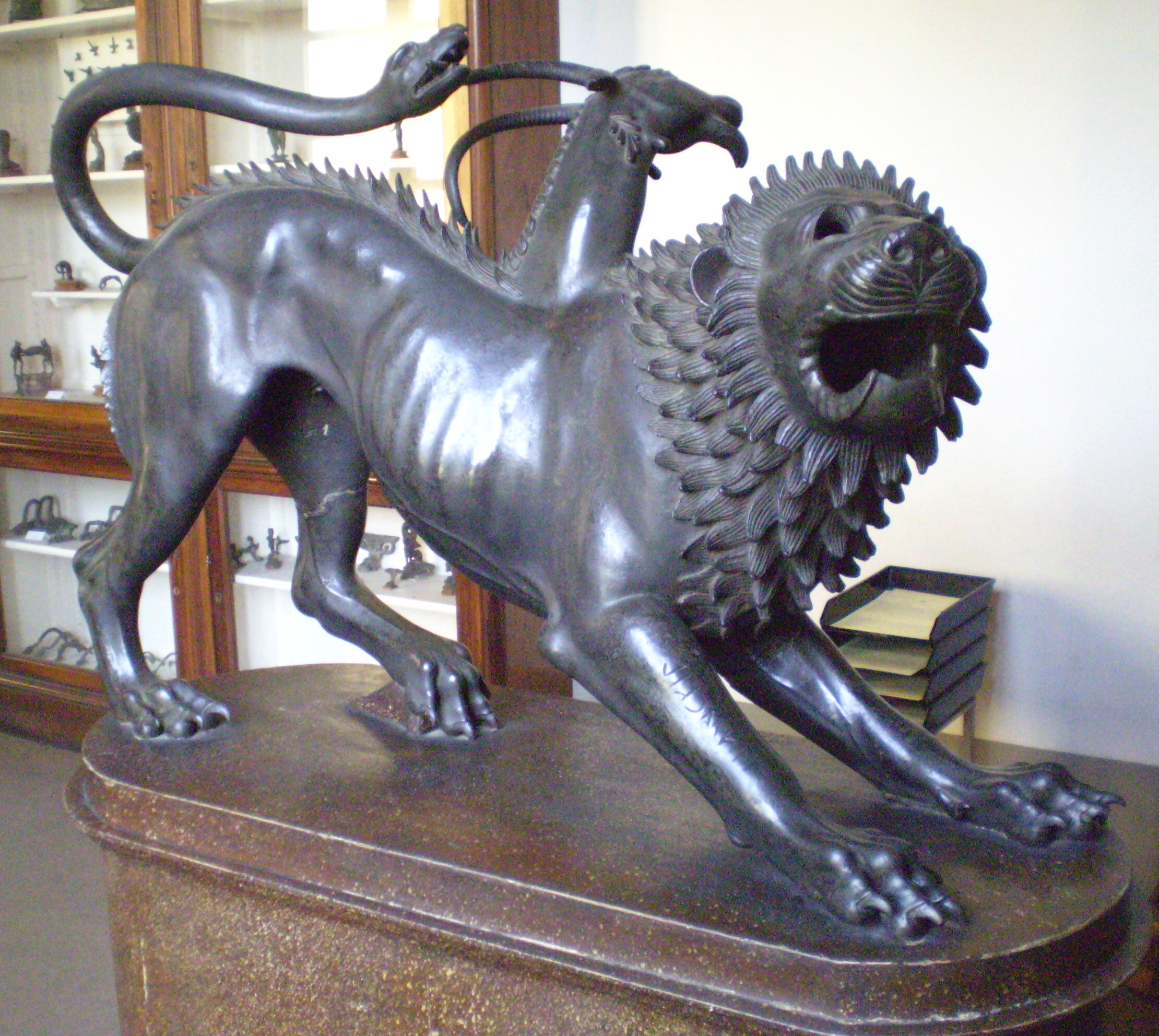
Химера з Ареццо, бронза

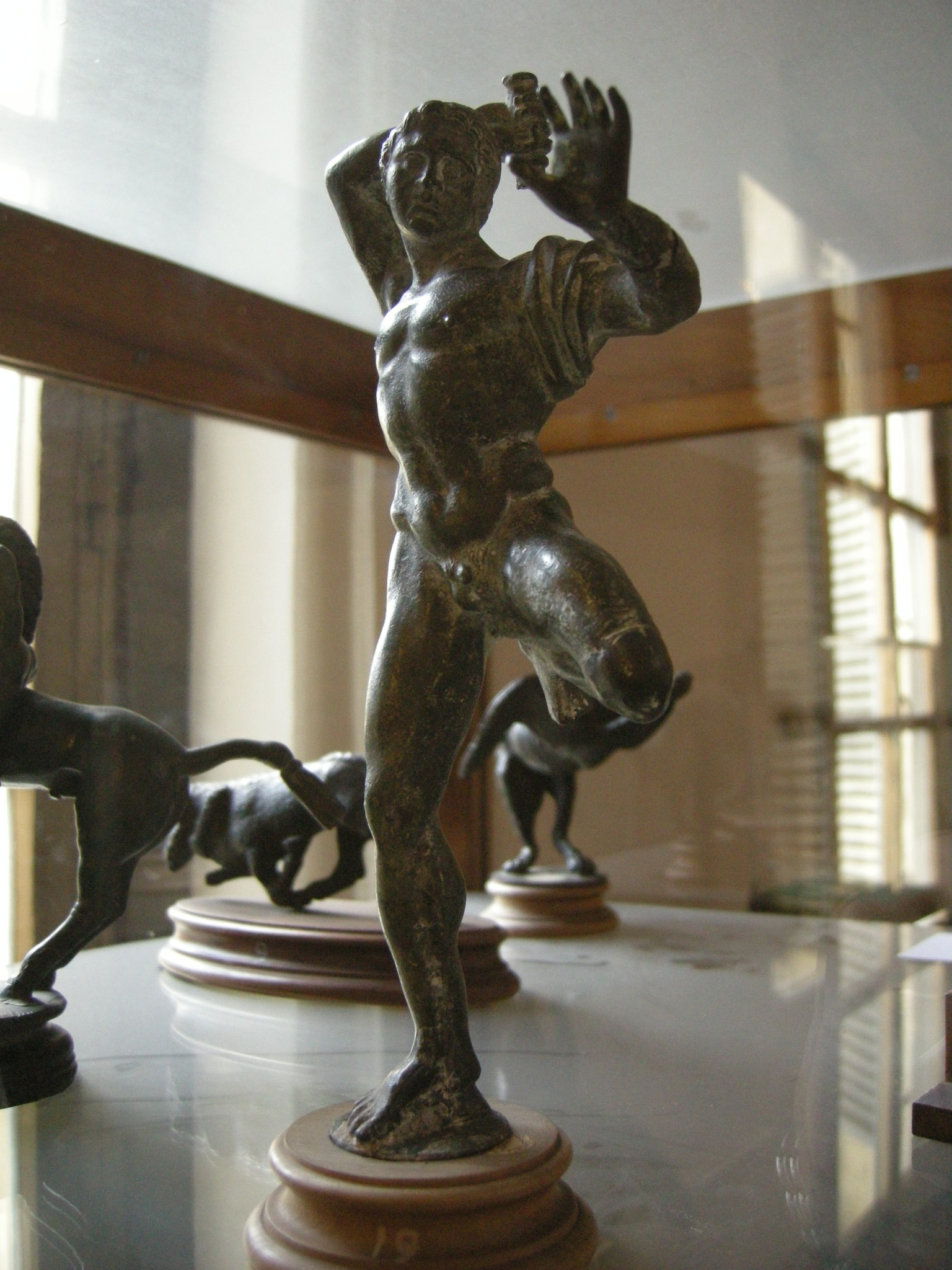
етруські бронзи
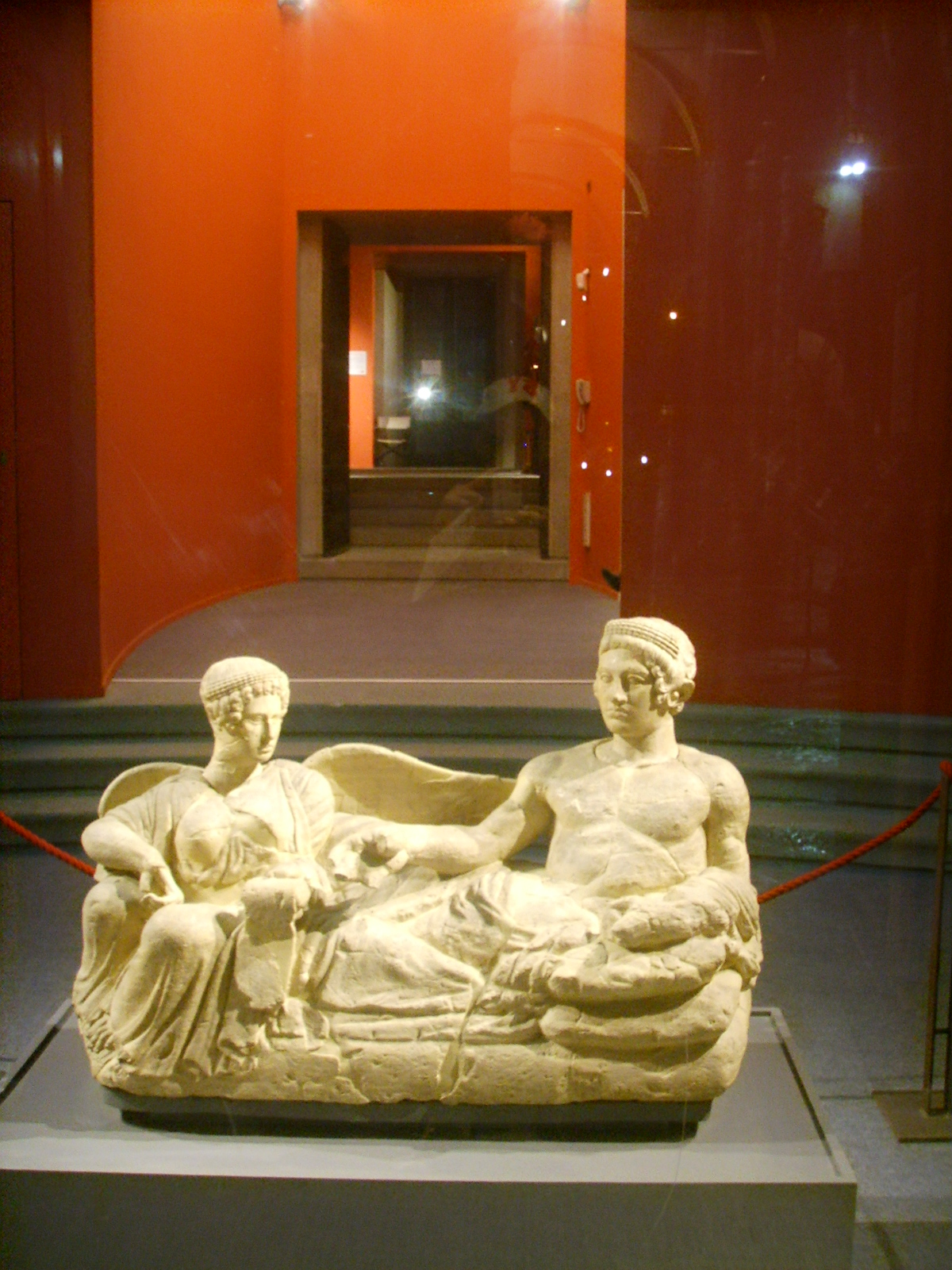
Фігурна поховальна урна
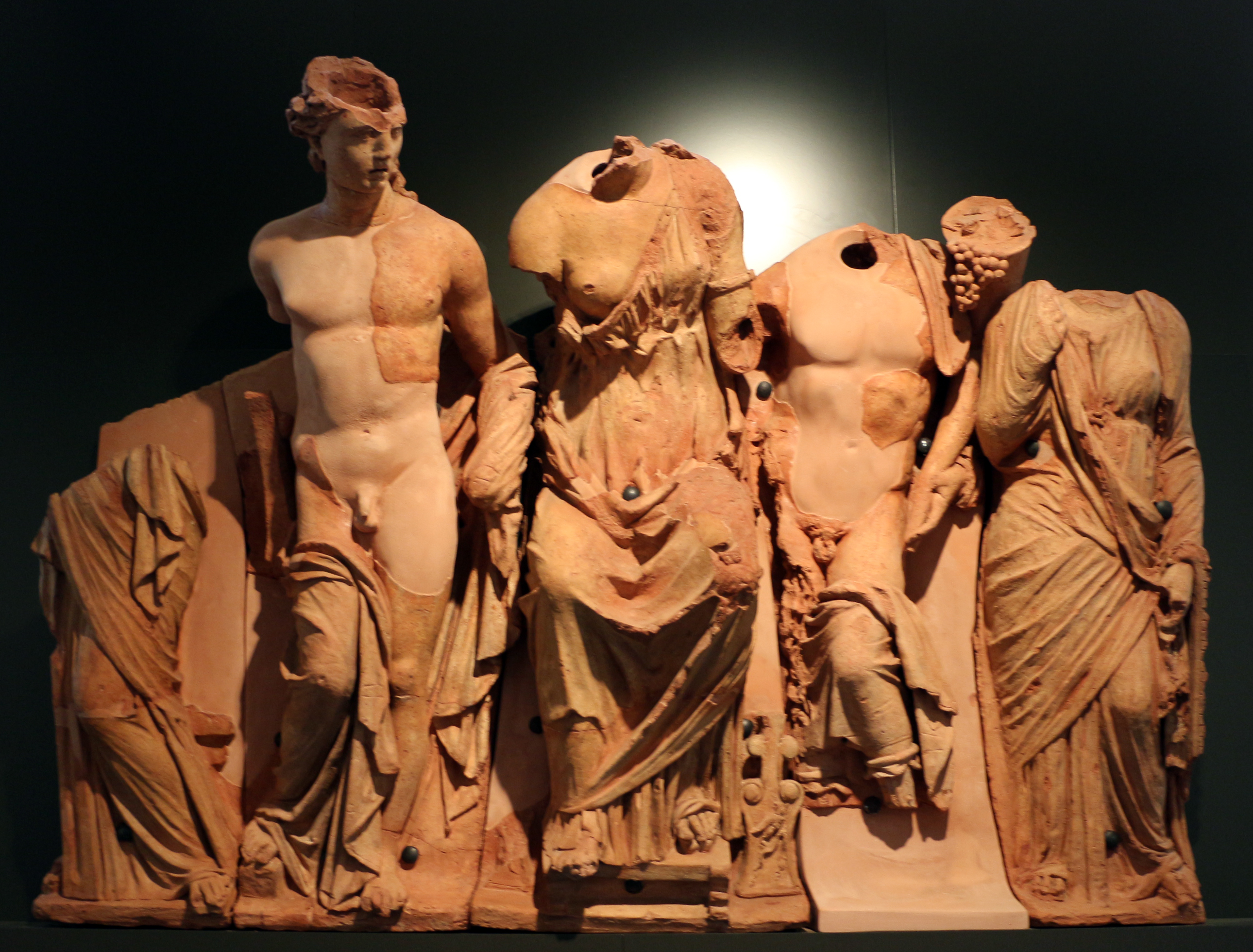
Фігури з фронтону в Луні
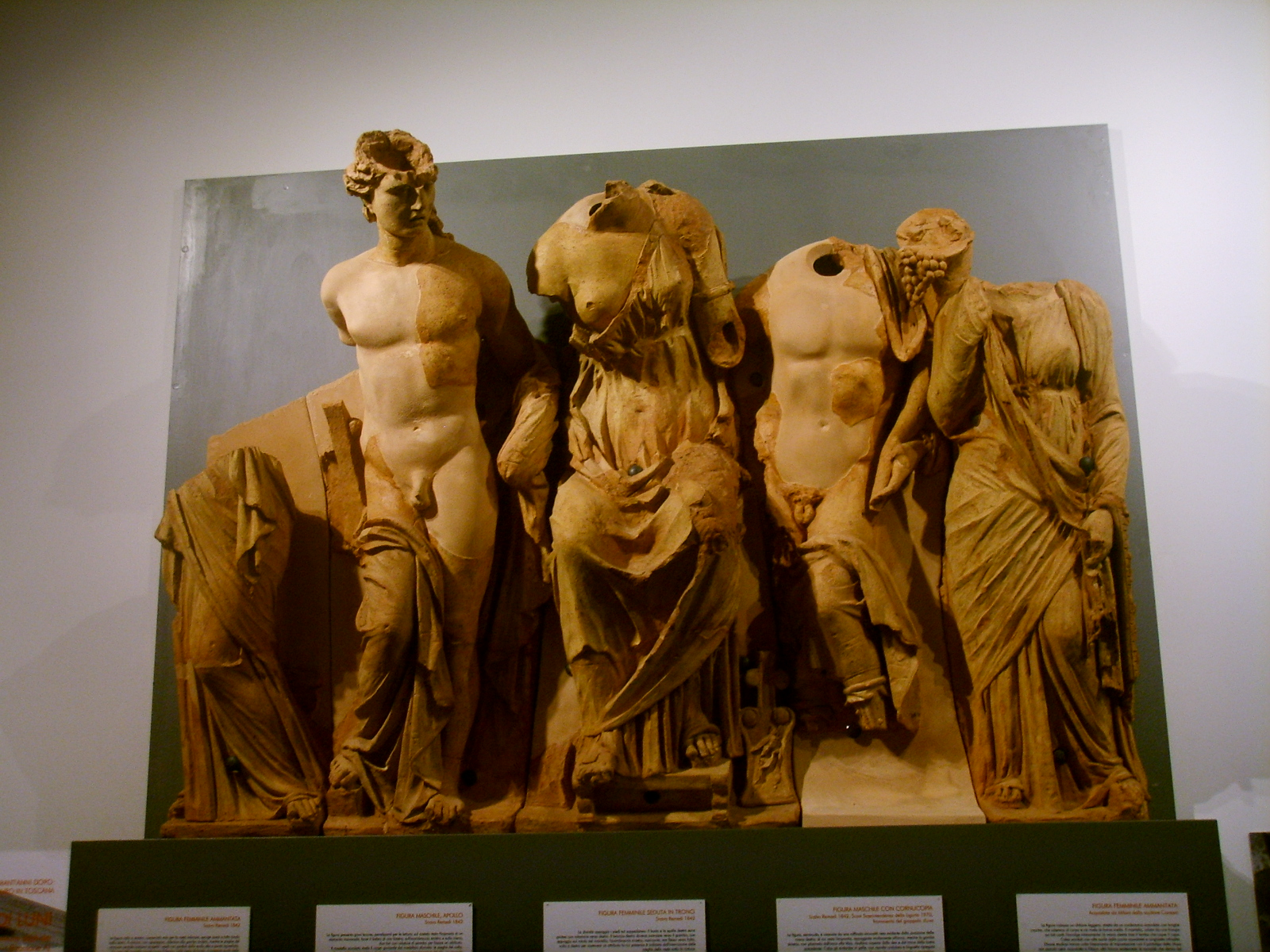
реконструкція фігур з фронтону в Луні

## Зали мистецтва Стародавніх Греції та Риму

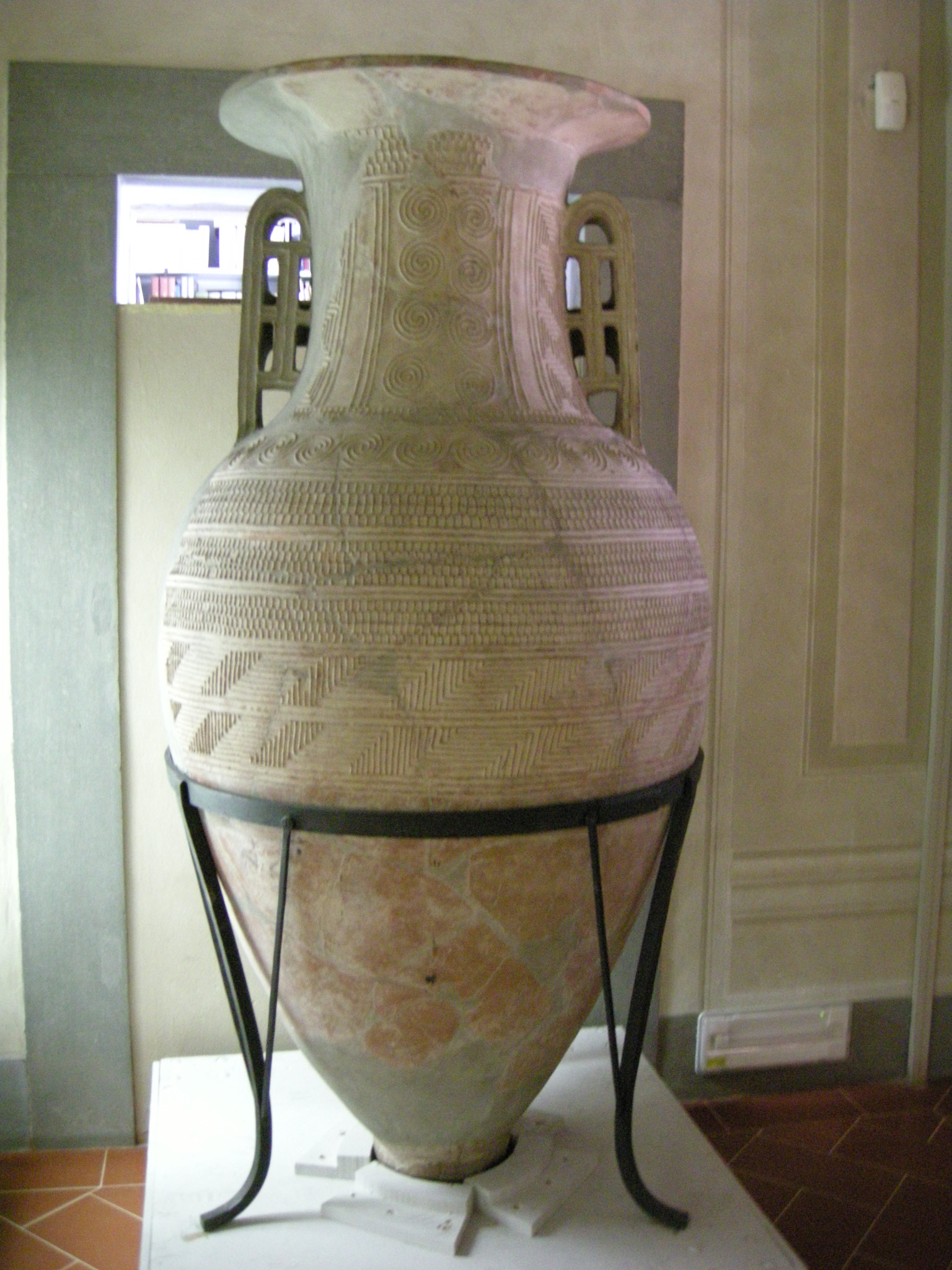
Піфос, декорований рельєфами

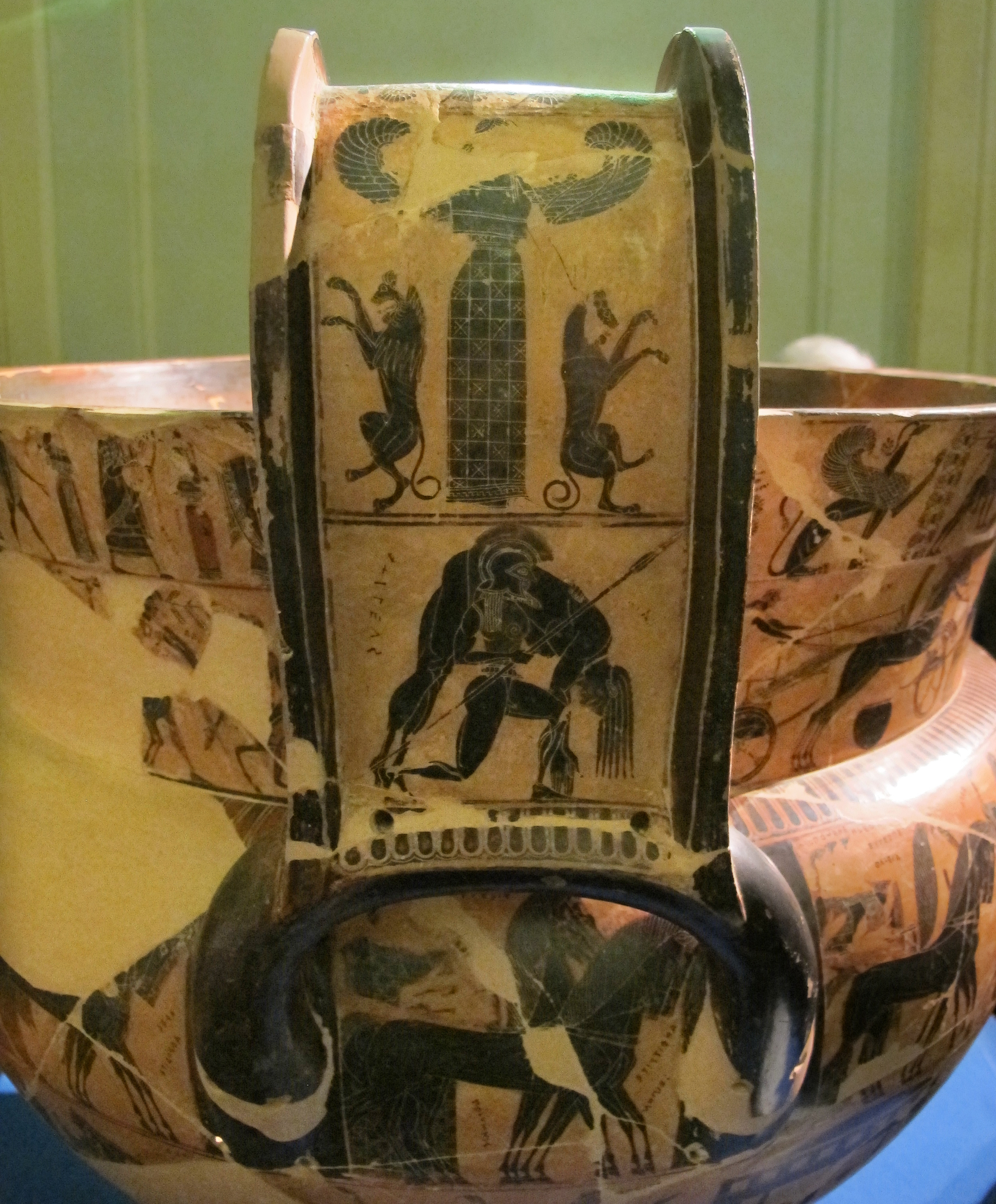
Ваза Франсуа або Кратер Клітія. Аякс виносить з поля бою мертвого Ахілла, до 570 р. до н. е., Національний археоелогічний музей Флоренції.

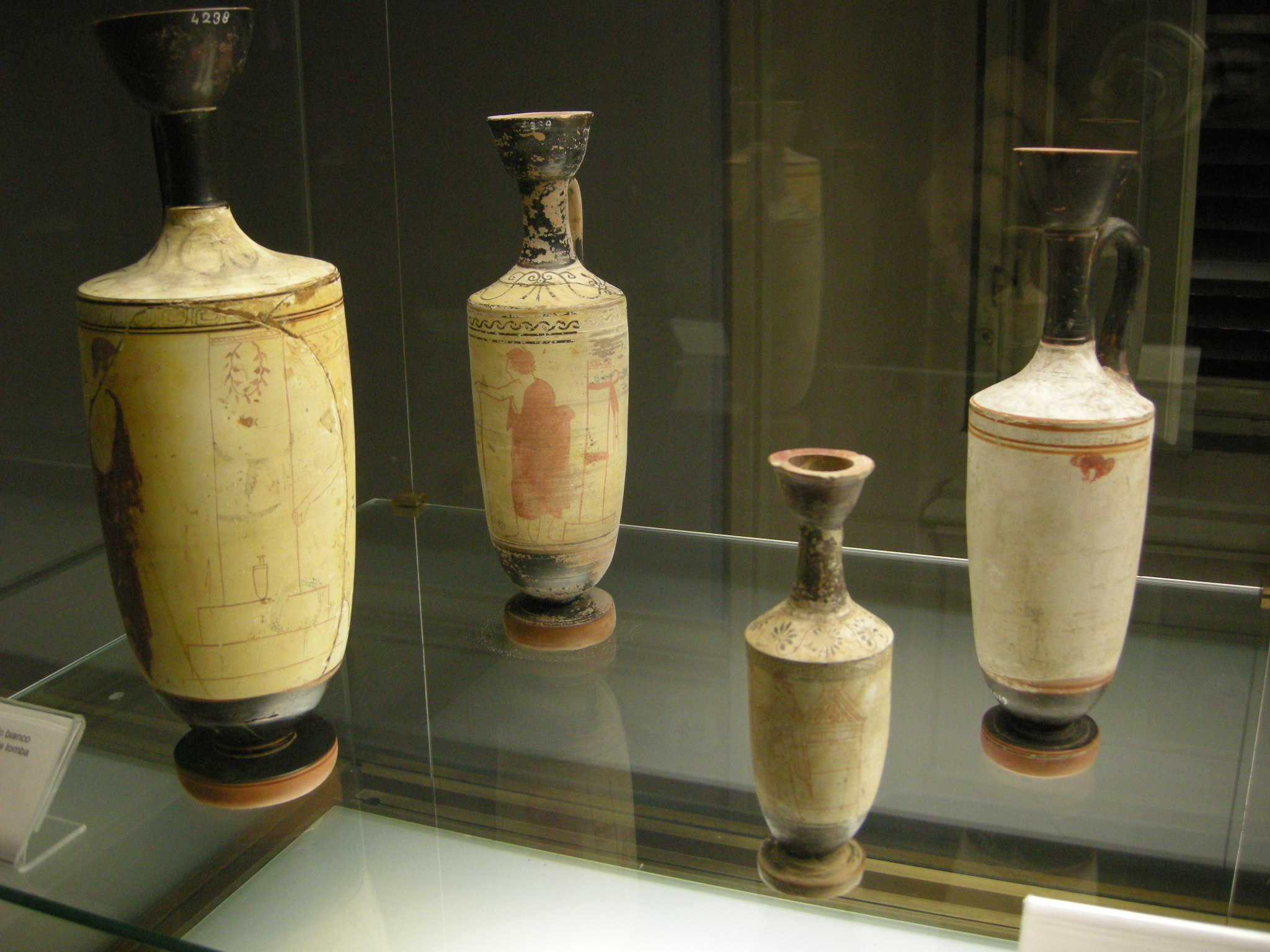
Експозиція. Лекіфи.
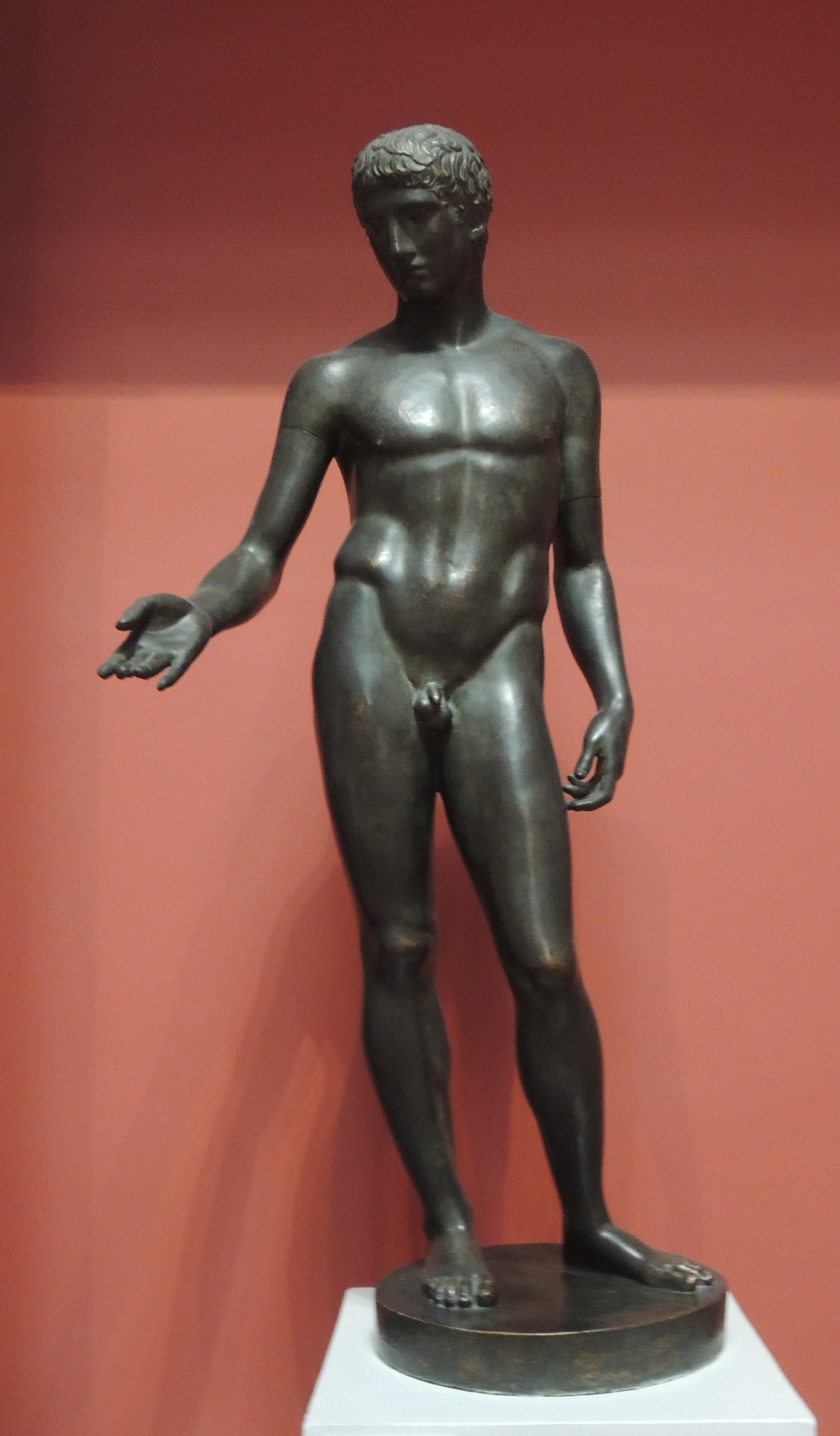
Ідоліно з Пезаро
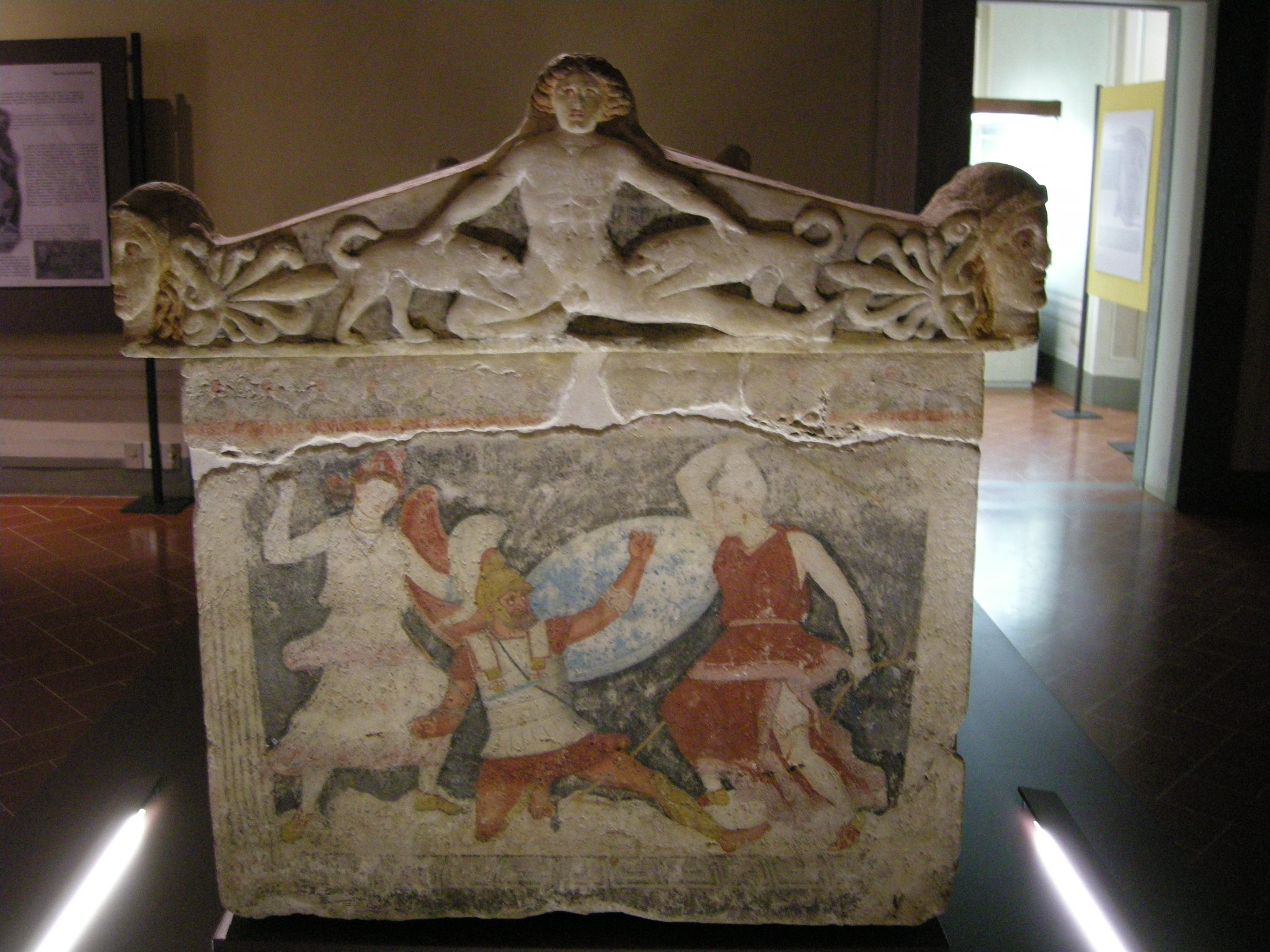
Саркофаг з амазонками
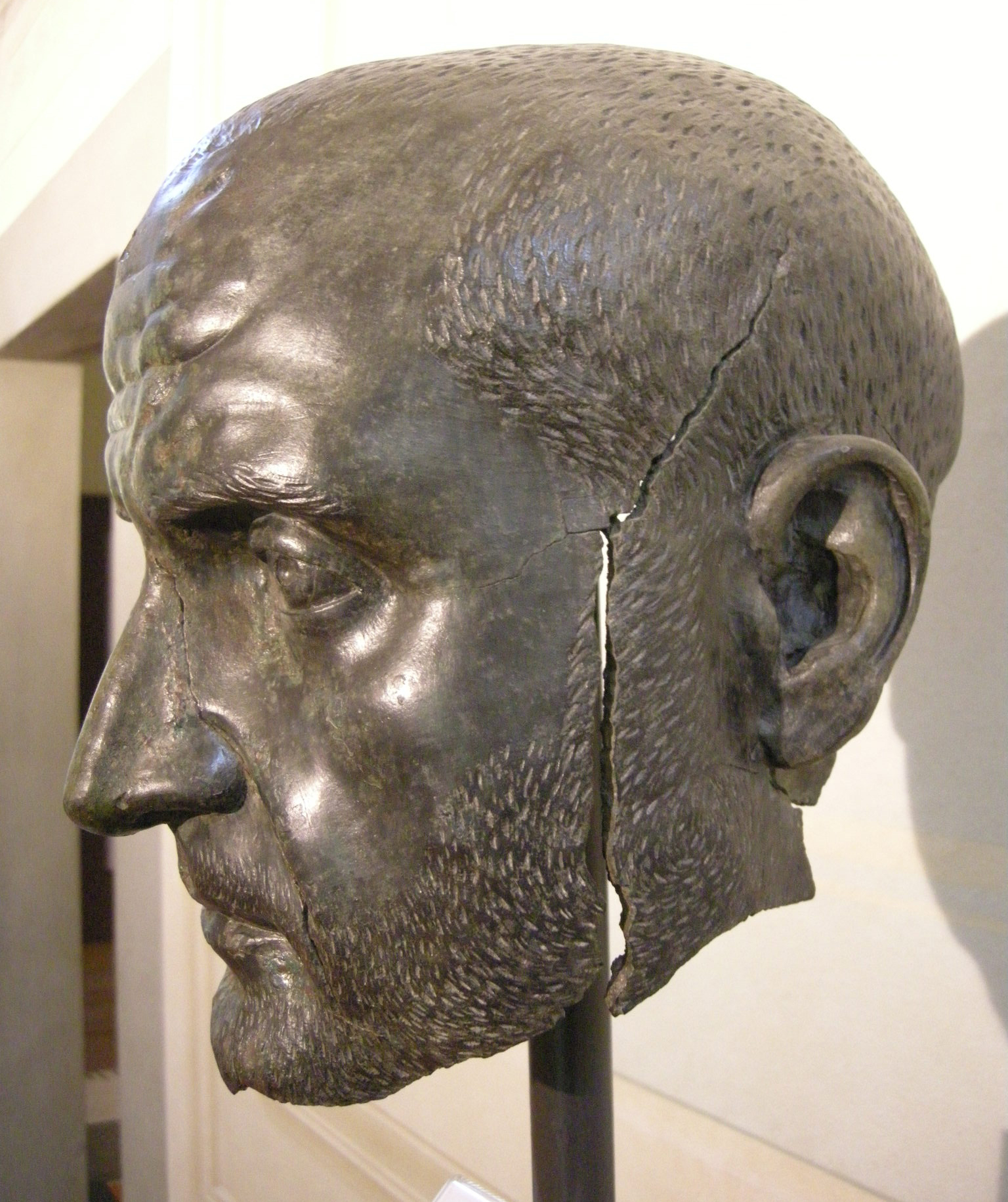
Голова імператора Требоніана Галла
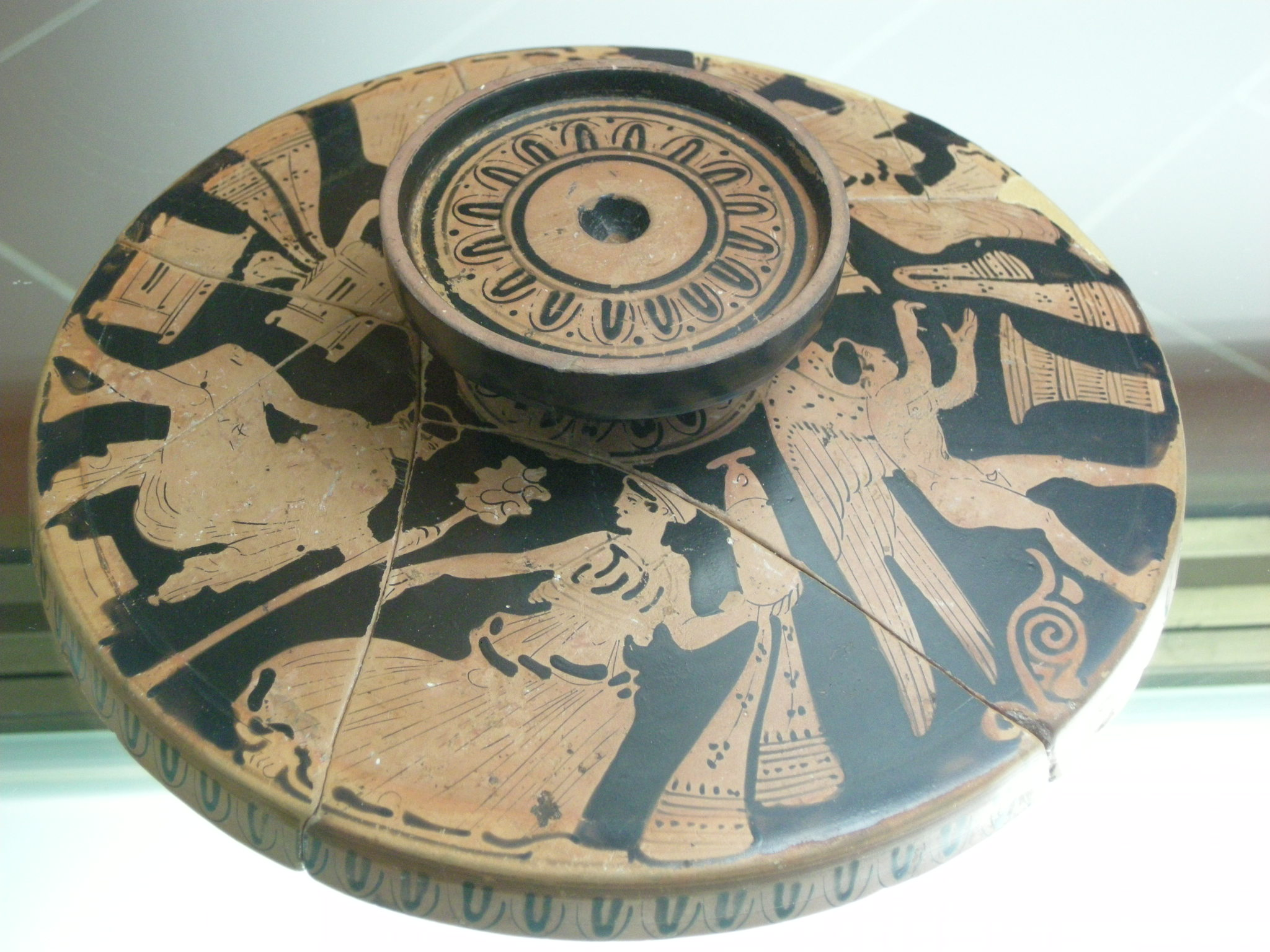
Античний лекан зі сценами у жіночій половині дому
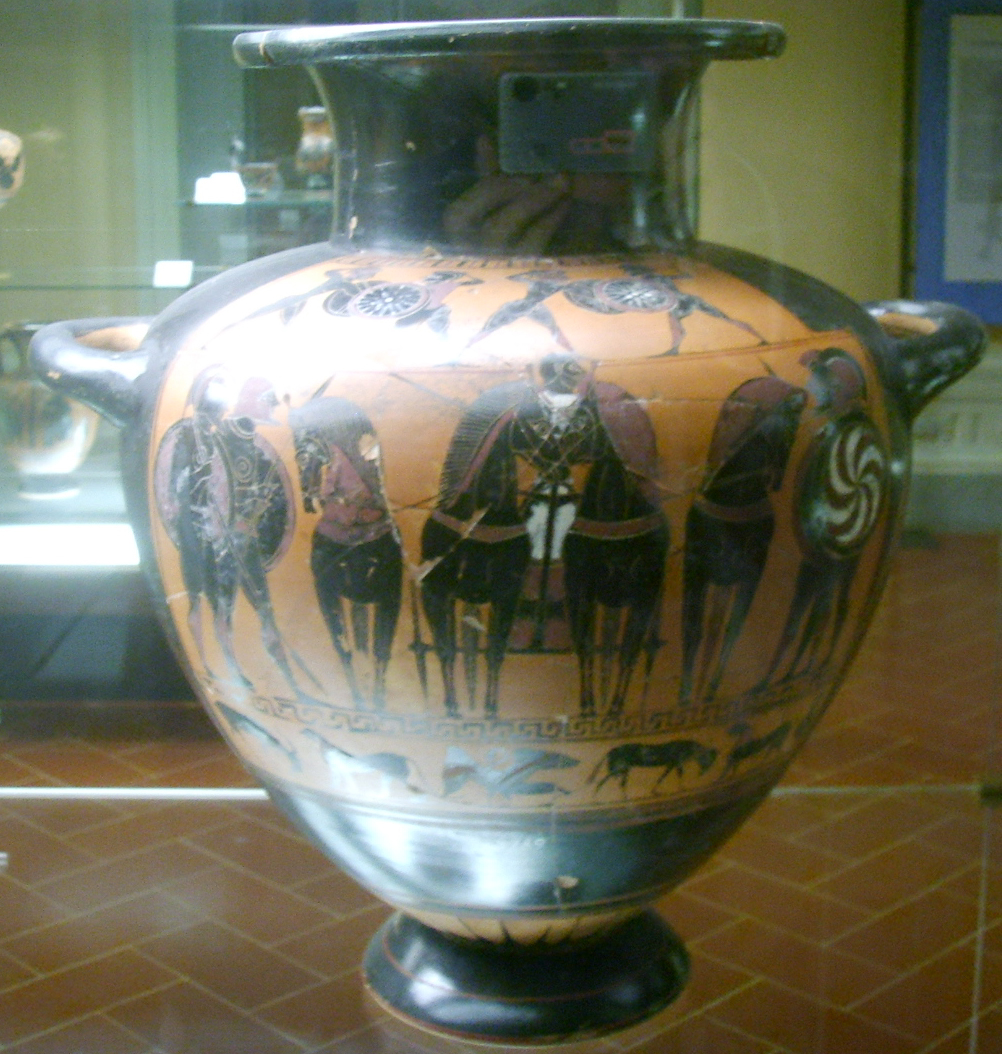
Гідрія з квадрігою
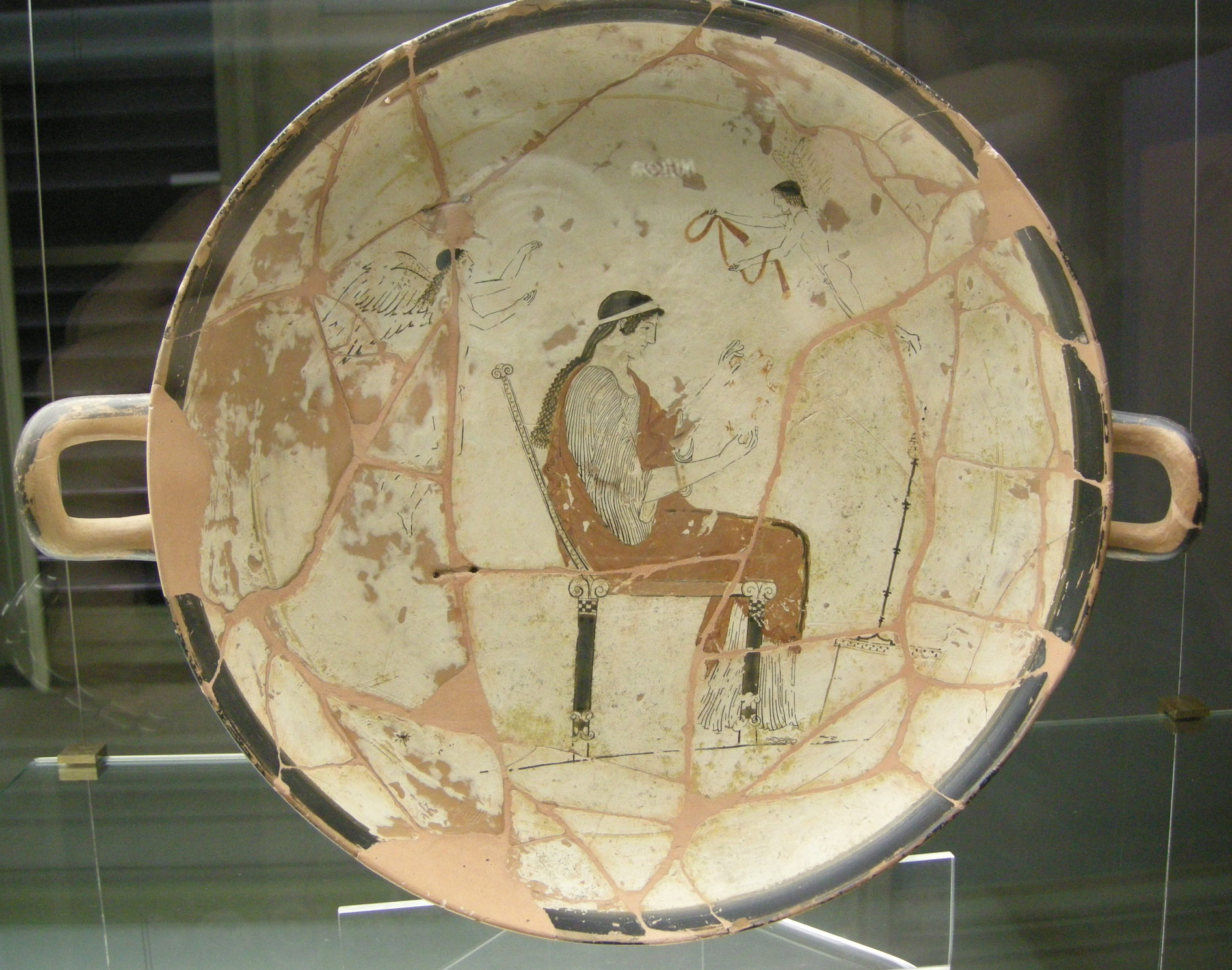
Афродита на троні
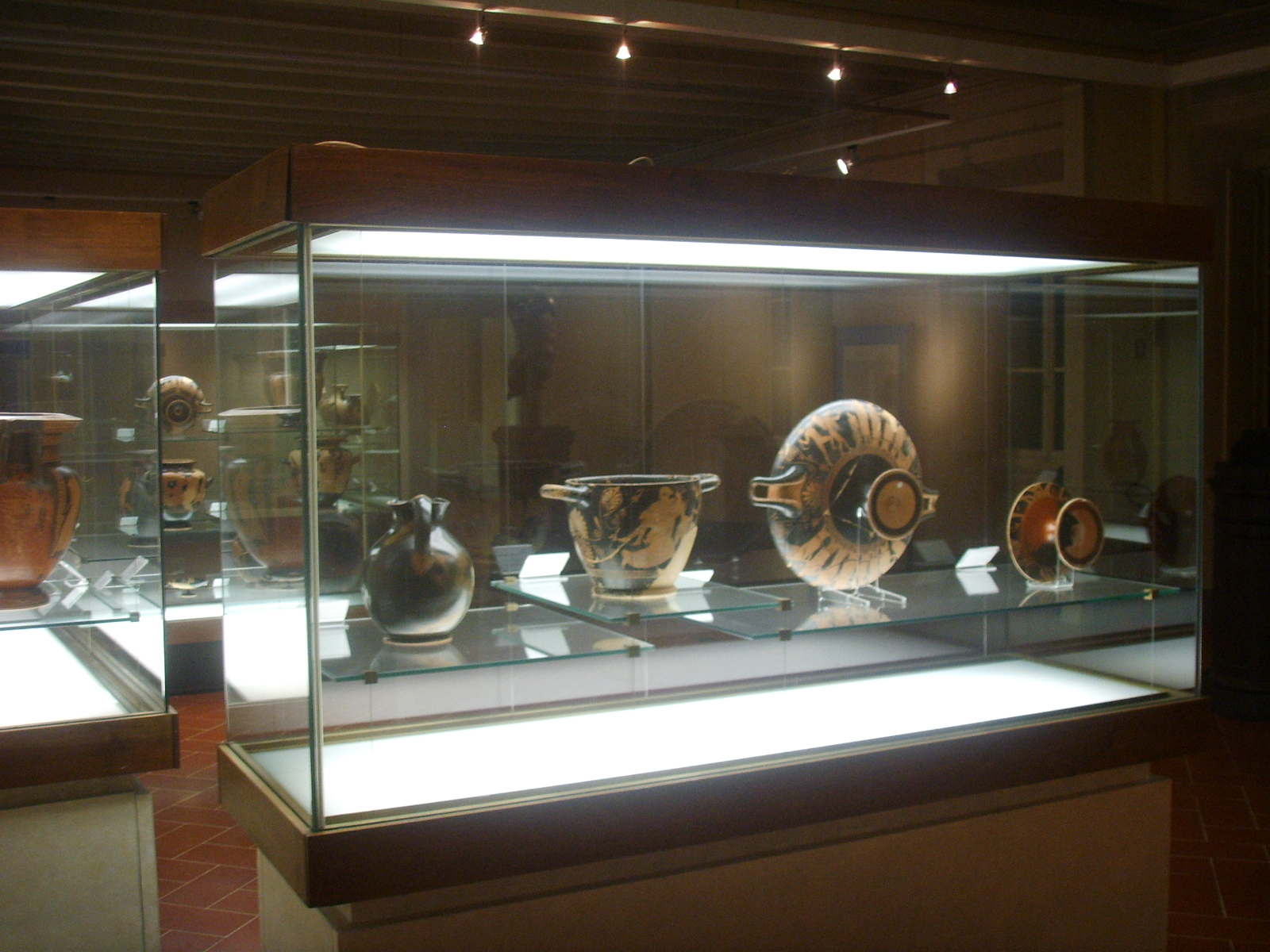
Зала з грецькою керамікою

## Медальєрне мистецтво Стародавнього Риму

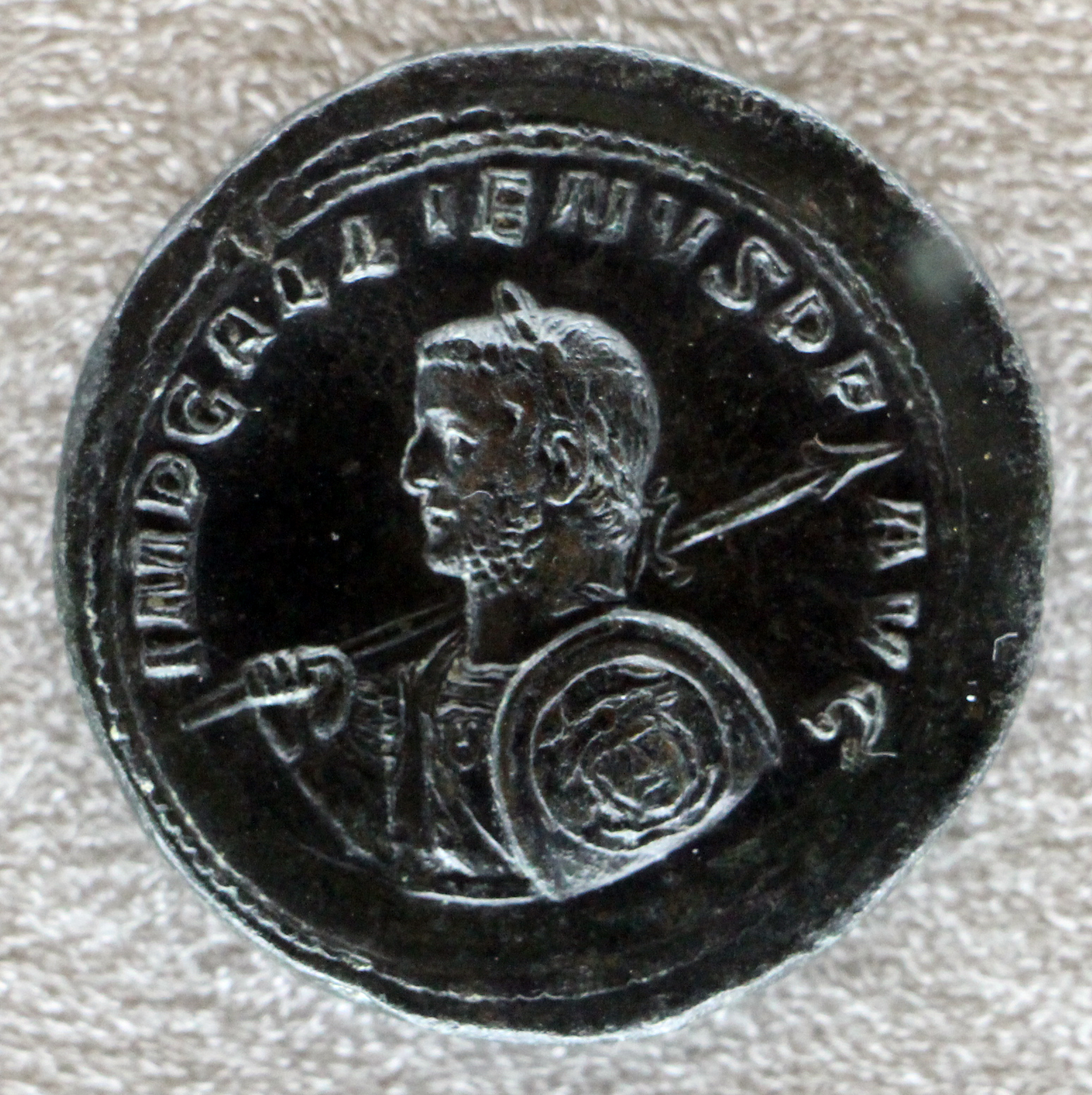
Імператор Галлієн і імператриця Салоніна (на звороті), аверс, медальйон, Національний археологічний музей Флоренції
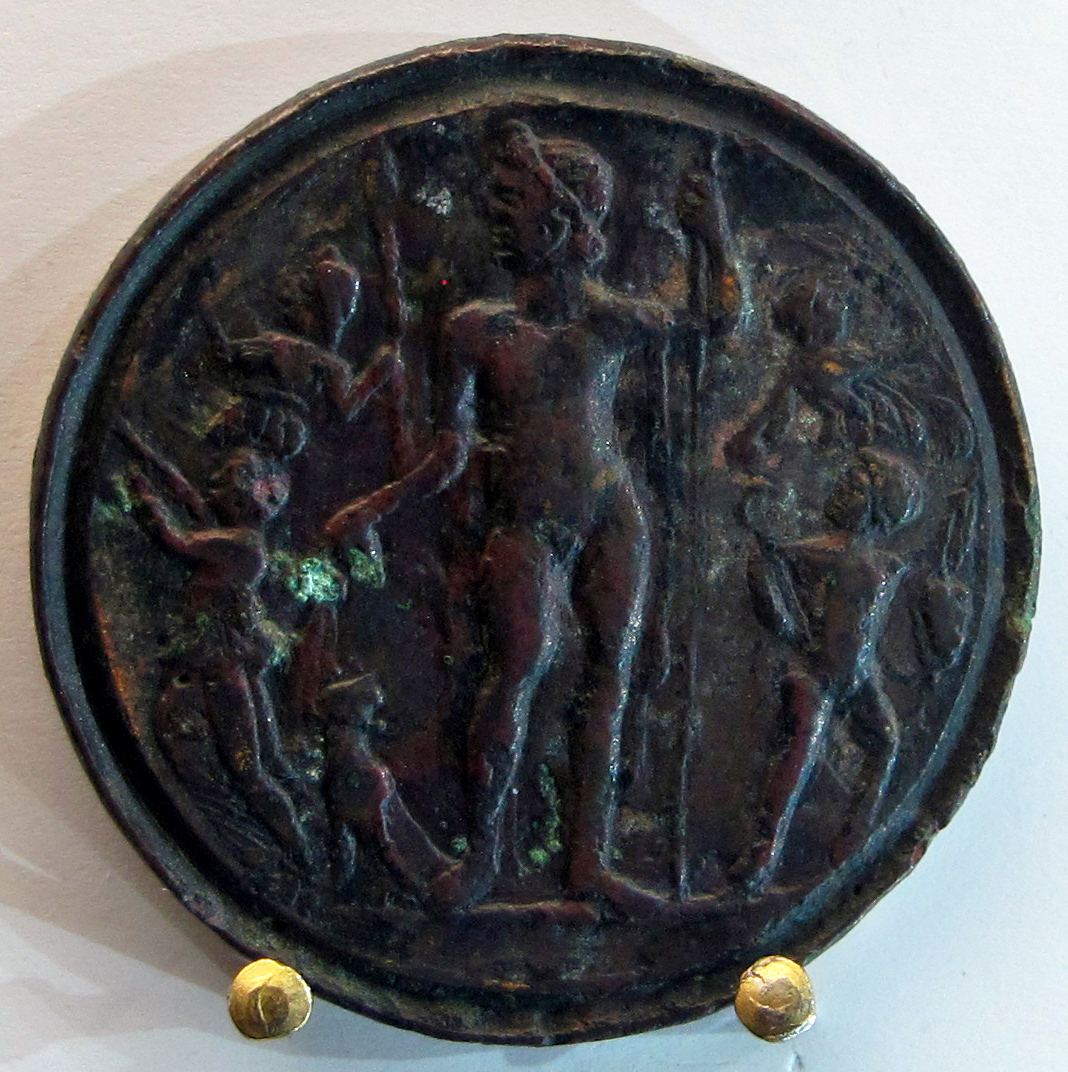
Давньоримський анонім. «Імператор Каракалла як бог Діоніс та вакханти»
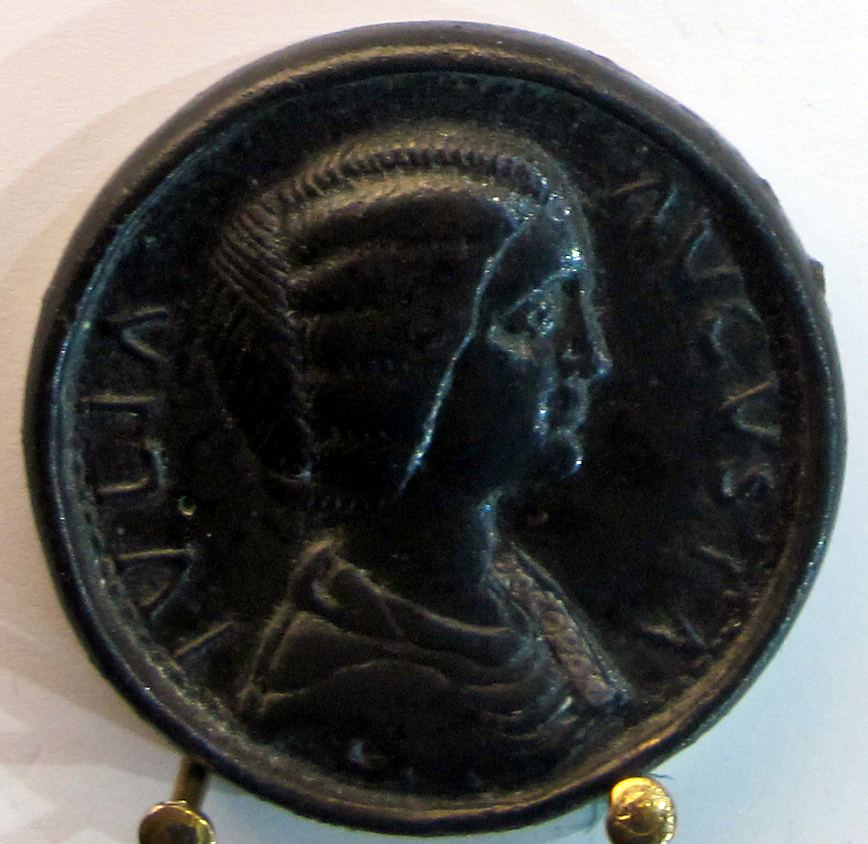
Давньоримський анонім. «Юлія Домна»
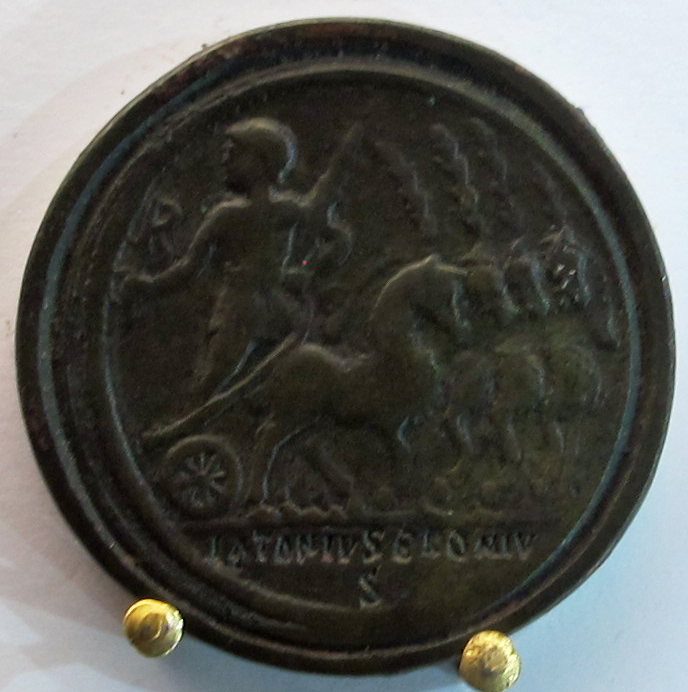
Давньоримський анонім. «Імператор Нерон править квадрігою»
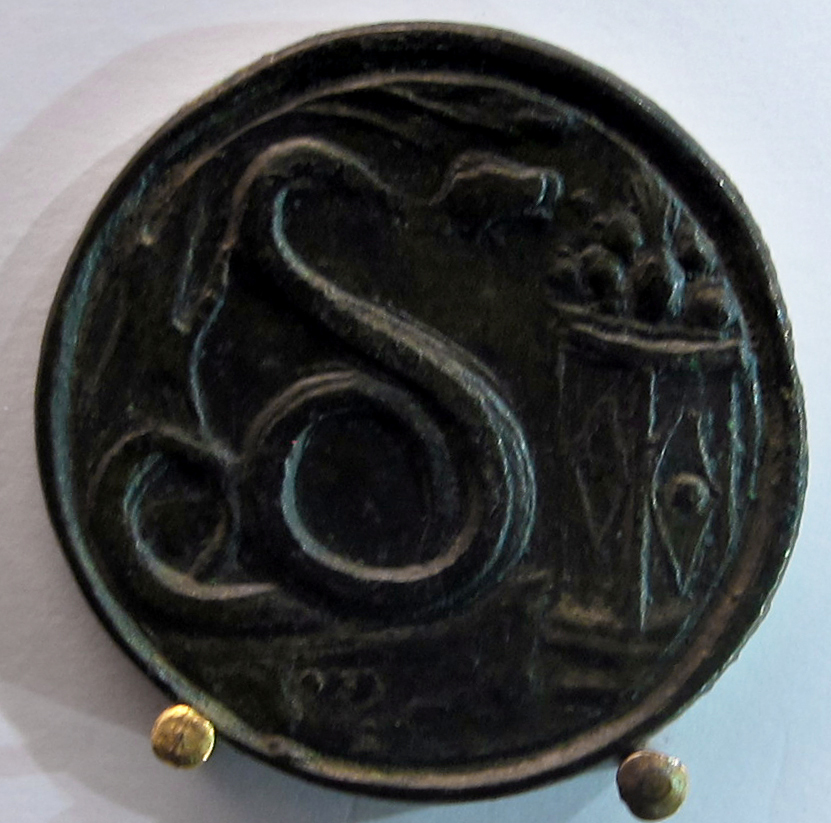
Давньоримський анонім. «Імператор Нерон зі змією біля вівтаря з жертвою фруктами»
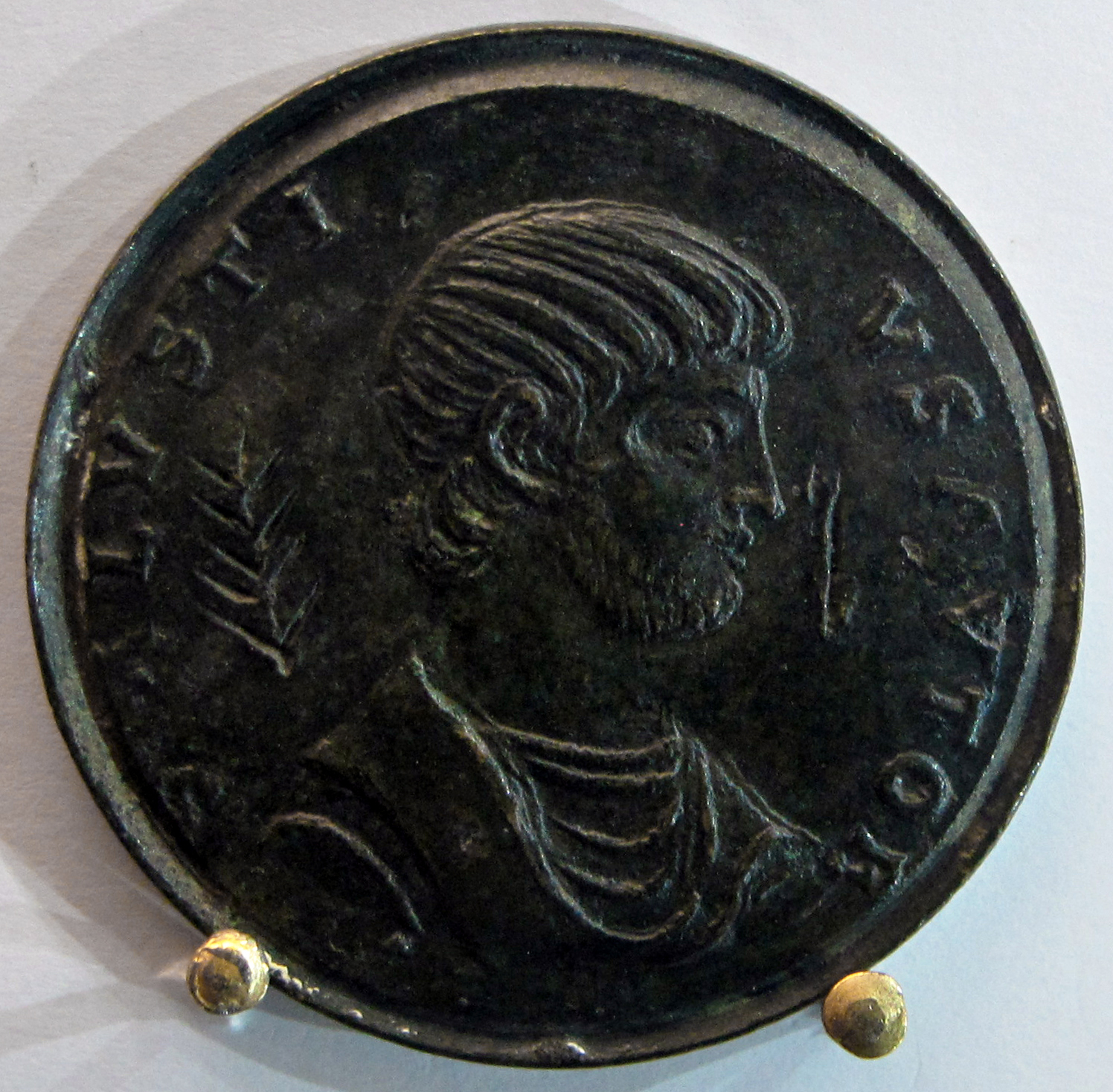
Давньоримський анонім. «Саллюстій»
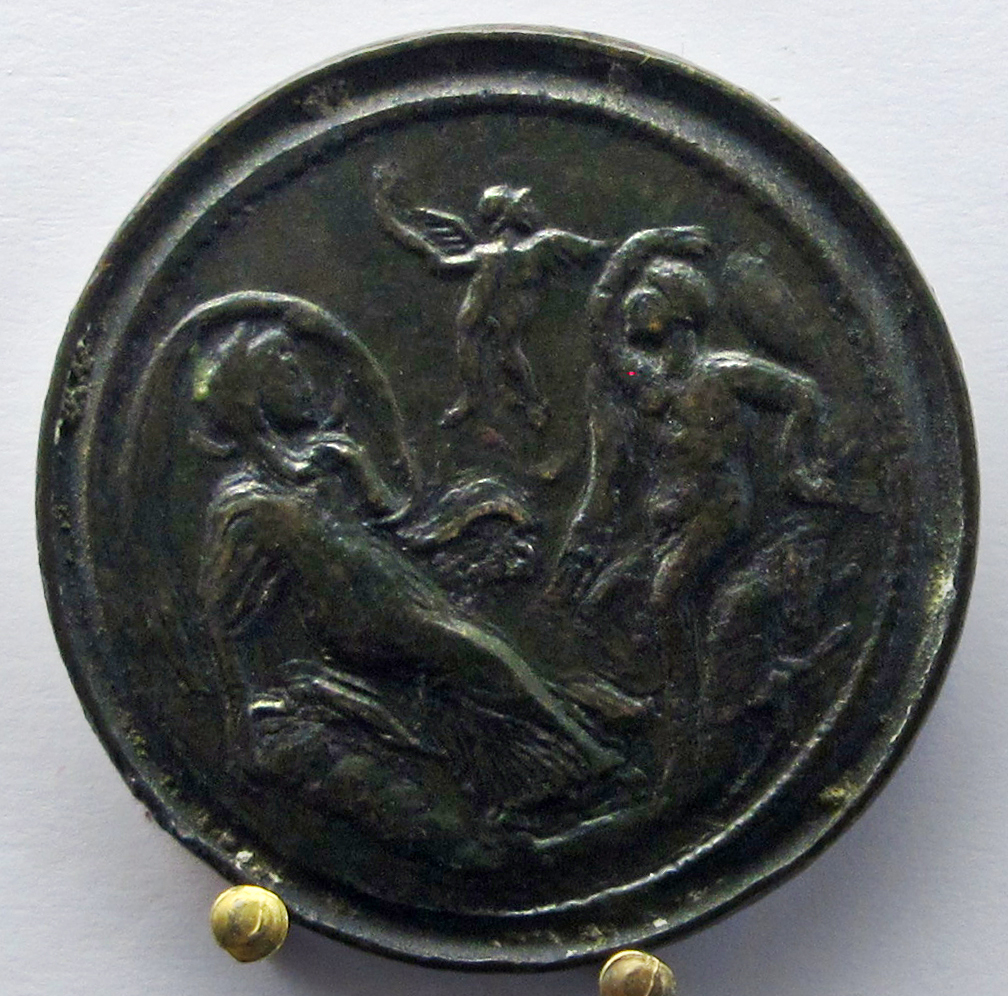
Давньоримський анонім. «Імператор Траян, богиня Діана, амурчик і песик»
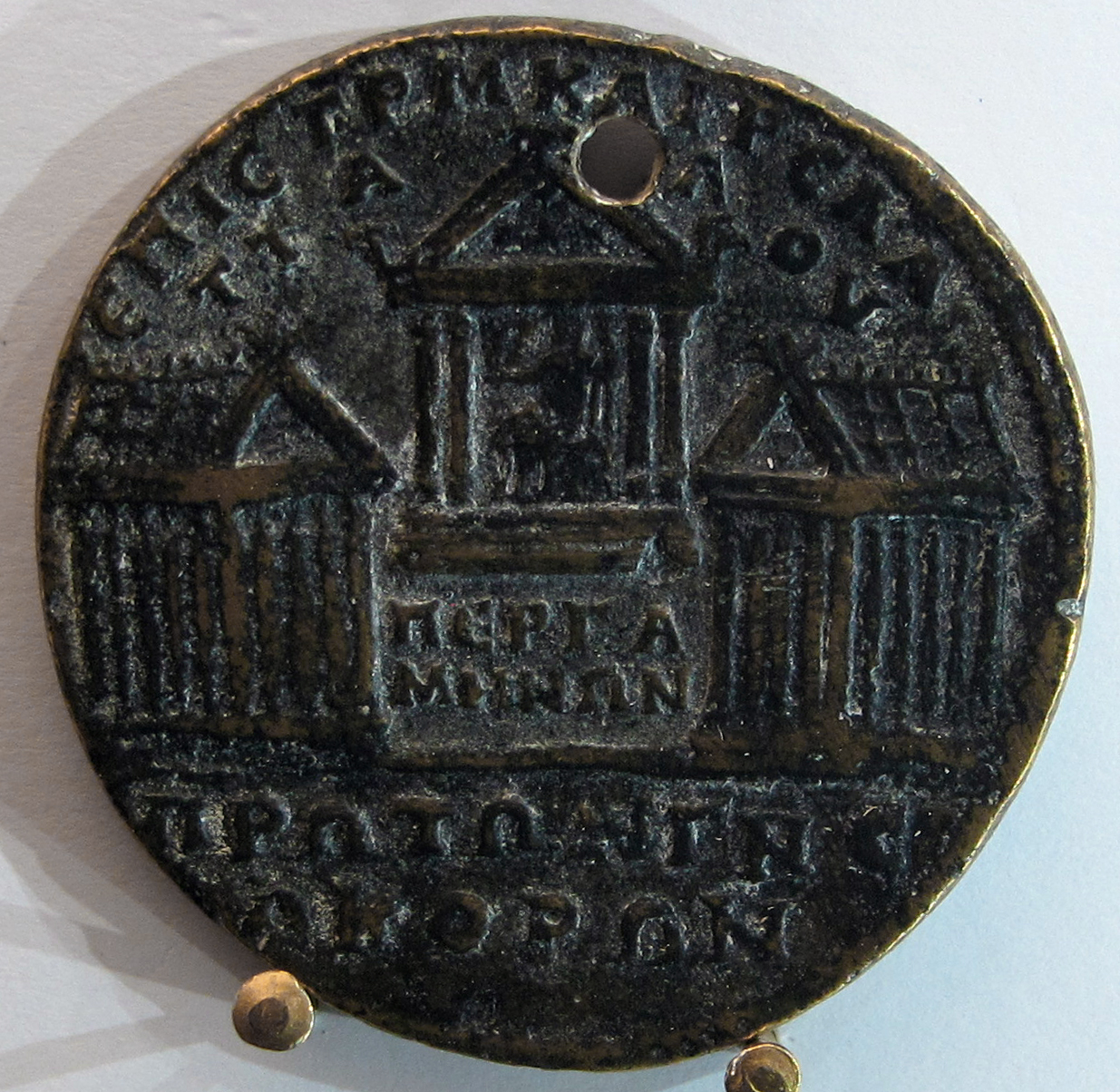
Давньоримський анонім. «Храм у Пергамі зі скульптурою Асклепія»
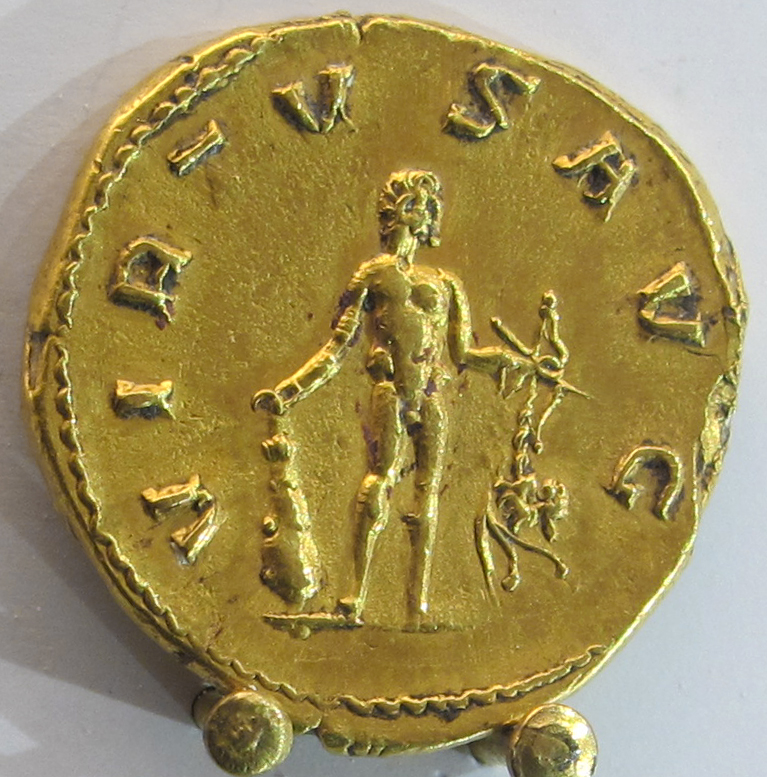
Давньоримський анонім. « Галієн як Геракл» (?).
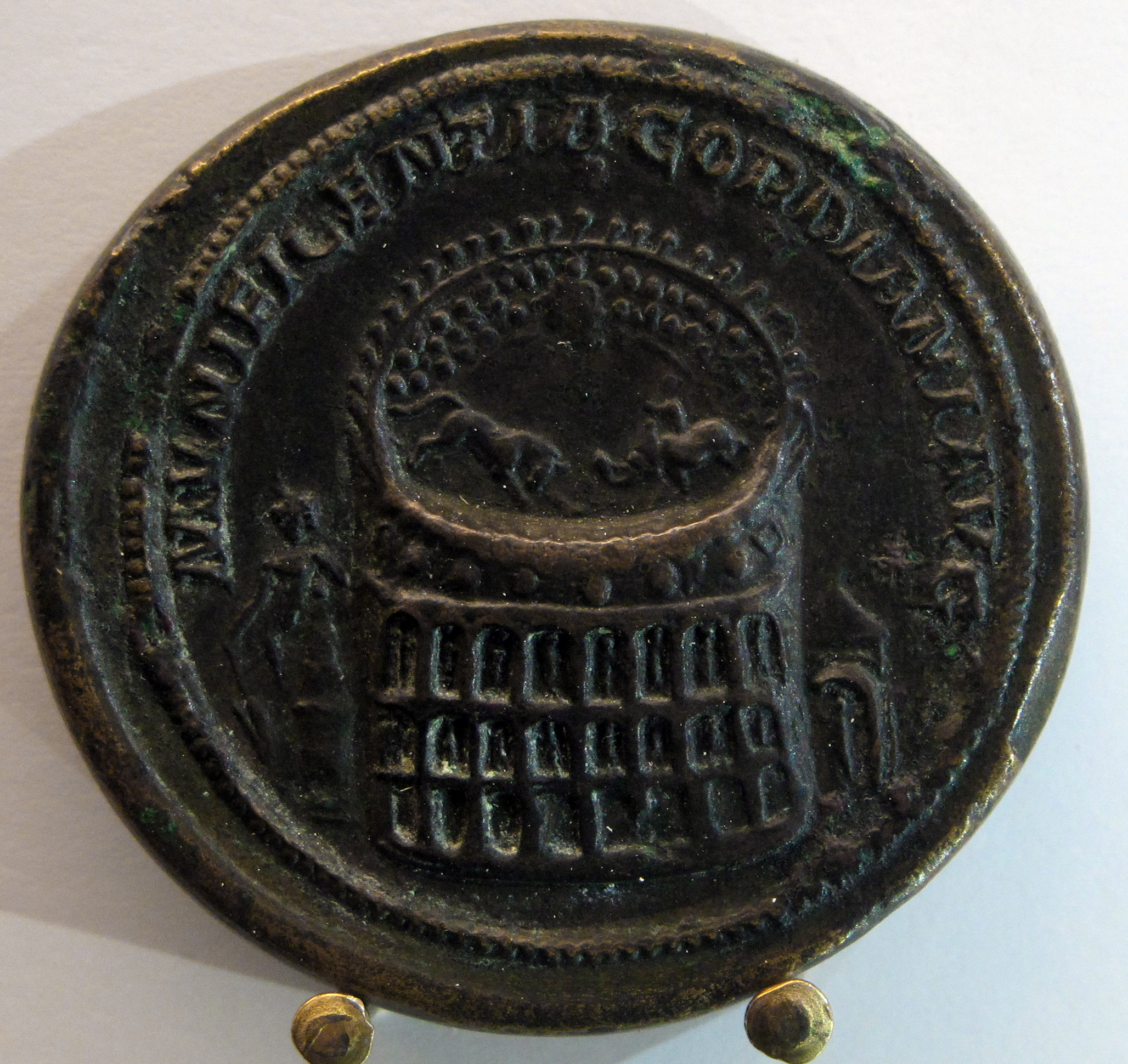
Давньоримський анонім. «Колізей з двобоєм слона і бика»
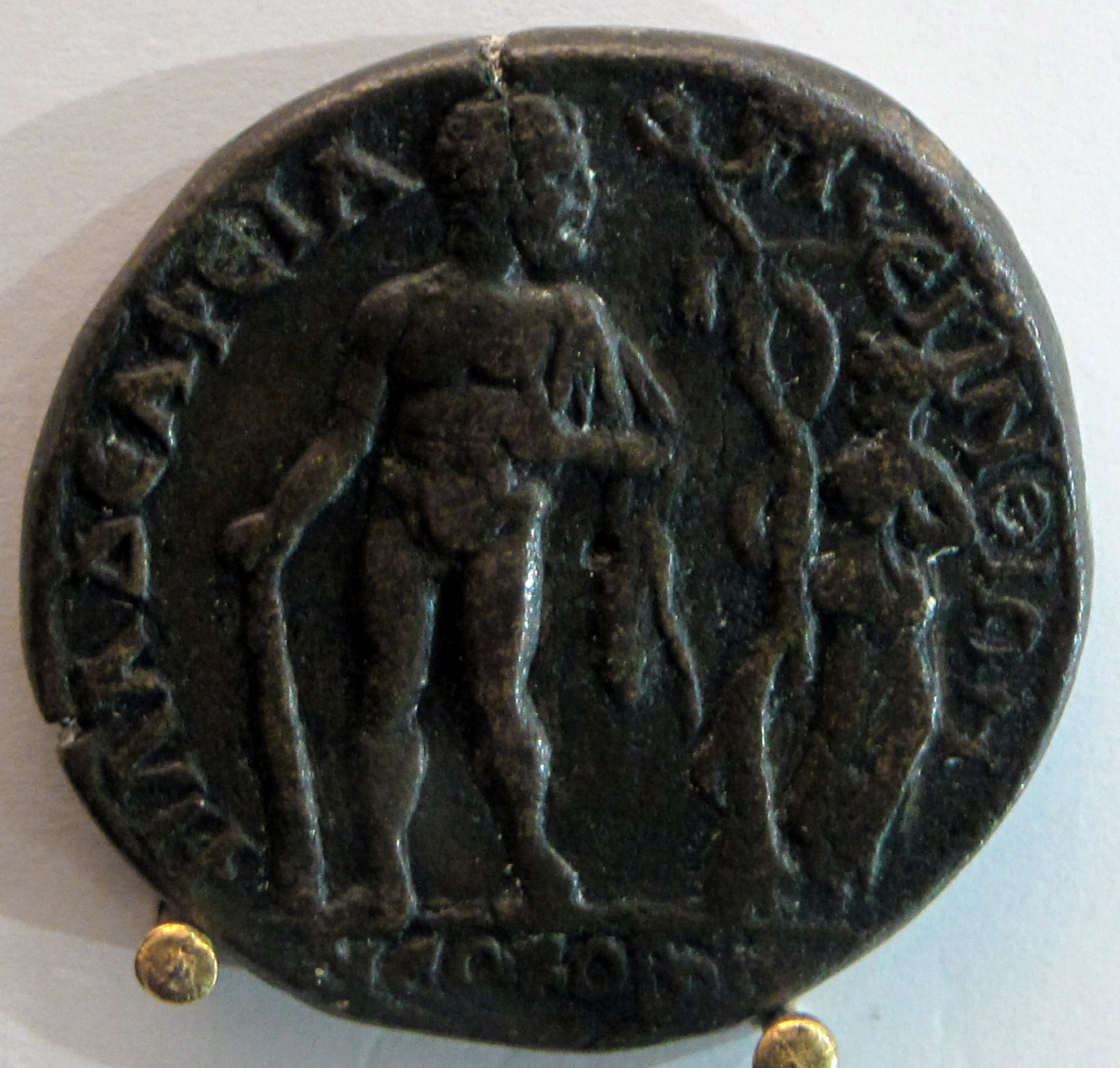
Давньоримський анонім. «Імператор Септімій Север як Геракл, що здобуває яблука Гесперід»
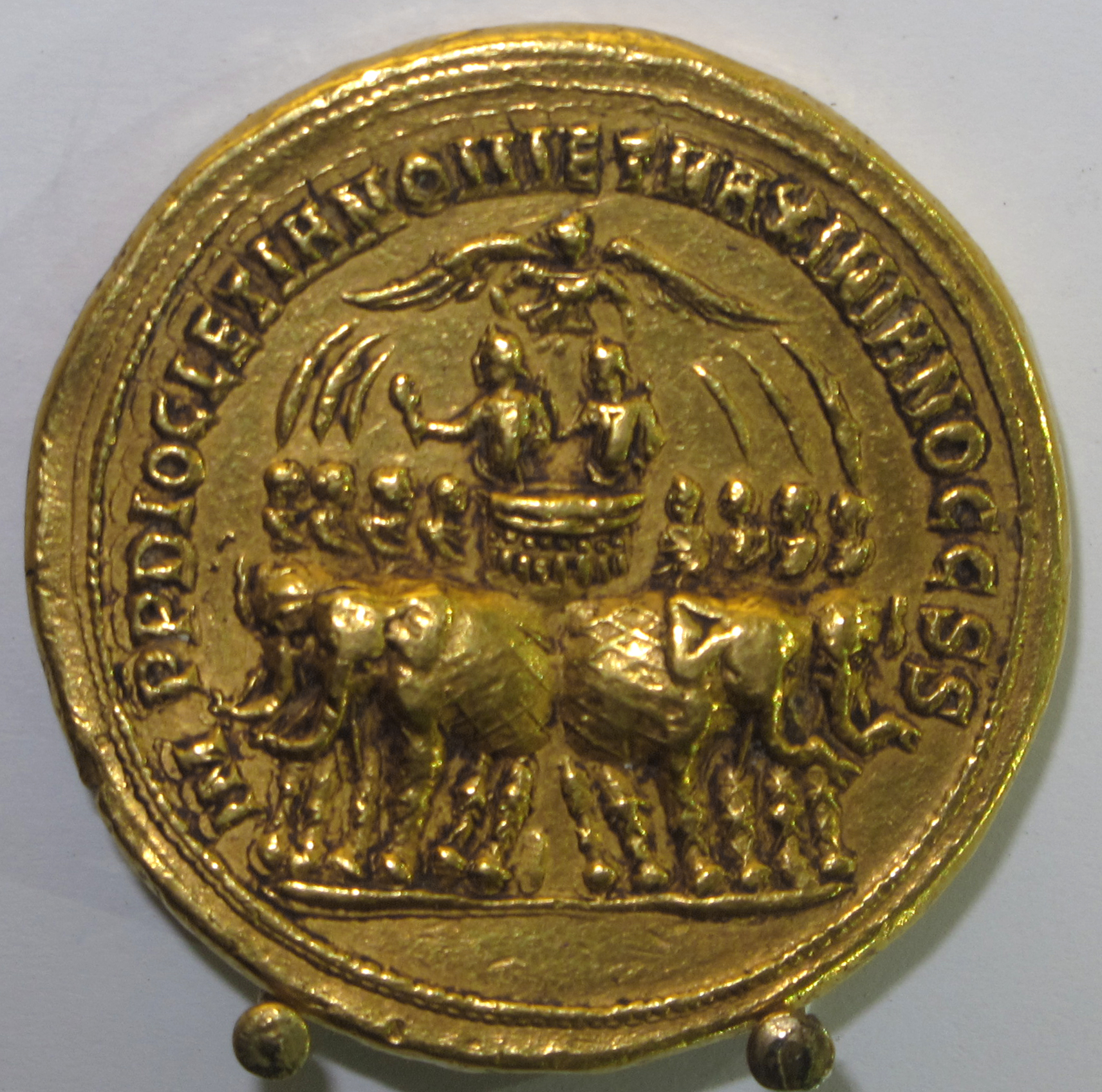
Давньоримський анонім. «Імператор Діоклетіан їде квадрігою слонів»
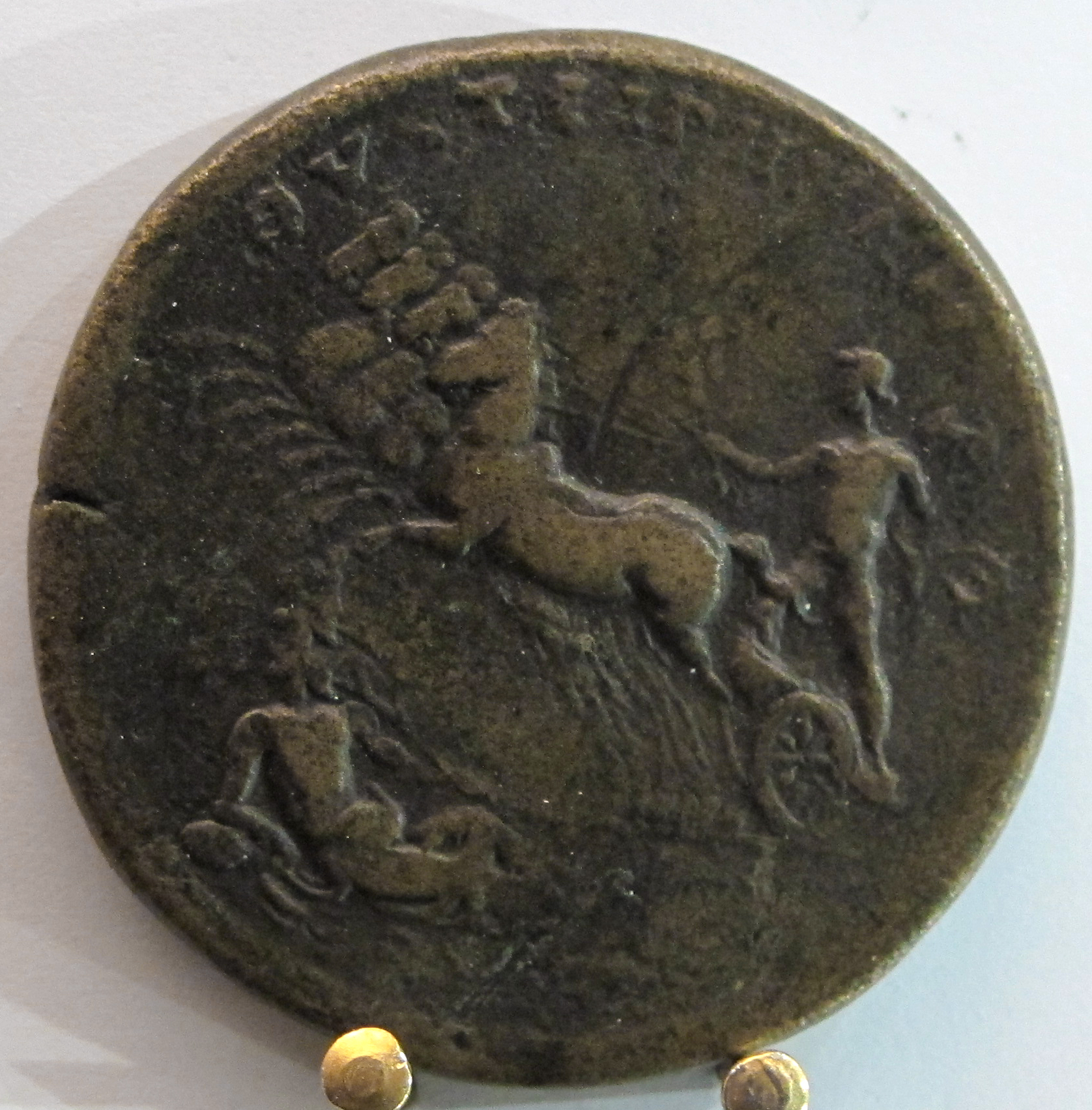
Давньоримський анонім. «Імператор Марк Аврелій править квадрігою », всі — Національний археологічний музей Флоренції, Італія.